# Yamaguchi (Yamaguchi)
Yamaguchi (山口市 Yamaguchi-shi?), ciudad situada en el extremo oeste de la isla de Honshū, es la capital de la prefectura de Yamaguchi, en Japón.
Los principales lugares emblemáticos de la localidad son el templo budista de Rurikō-ji, cuya pagoda está designada como Tesoro Nacional de Japón, y la Iglesia Católica de San Francisco Javier, que conmemora la visita a la ciudad del santo de Javier y la introducción del cristianismo en Japón en 1550.
Capital y sede de la administración pública de la prefectura, su situación geográfica a medio camino entre el corredor urbano-industrial del estrecho de Kanmon y del área metropolitana de Hiroshima hace que Yamaguchi carezca del nivel de desarrollo económico del que disfrutan otros núcleos de población cercanos, como son la ciudad portuaria de Shimonoseki o las ciudades de Ube, Shūnan o Iwakuni, desarrolladas en torno a la industria pesada. Con una población que no superaba los 140.000 habitantes hasta su primera asimilación de localidades limítrofes, era el cuarto centro urbano de la prefectura tras Shimonoseki, Ube y Shūnan. Con la progresiva incorporación de las ciudades de Ogōri, Ajisu, Tokuji y Aio, la superficie total de Yamaguchi se convierte en la mayor de la prefectura. La población se mantiene por debajo de los 200.000 habitantes, siendo la densidad de población de 192 hab./km².
La principal estación ferroviaria de la ciudad es Shin-Yamaguchi, cabecera de la Línea de Yamaguchi, que cubre el trayecto al centro histórico de la ciudad y al área de fuentes termales de Yuda-onsen.  

## Geografía
Yamaguchi ocupa el área central de la prefectura del mismo nombre. Al sur limita con el Mar Interior de Seto (Bahía de Yamaguchi) y al norte con la Prefectura de Shimane. El centro urbano está situado en una cuenca, atravesada de norte a sur por el río Fushino.
La red de carreteras permite el acceso desde la ciudad de Yamaguchi a cualquier punto de la prefectura en un máximo de hora y media.

## Historia

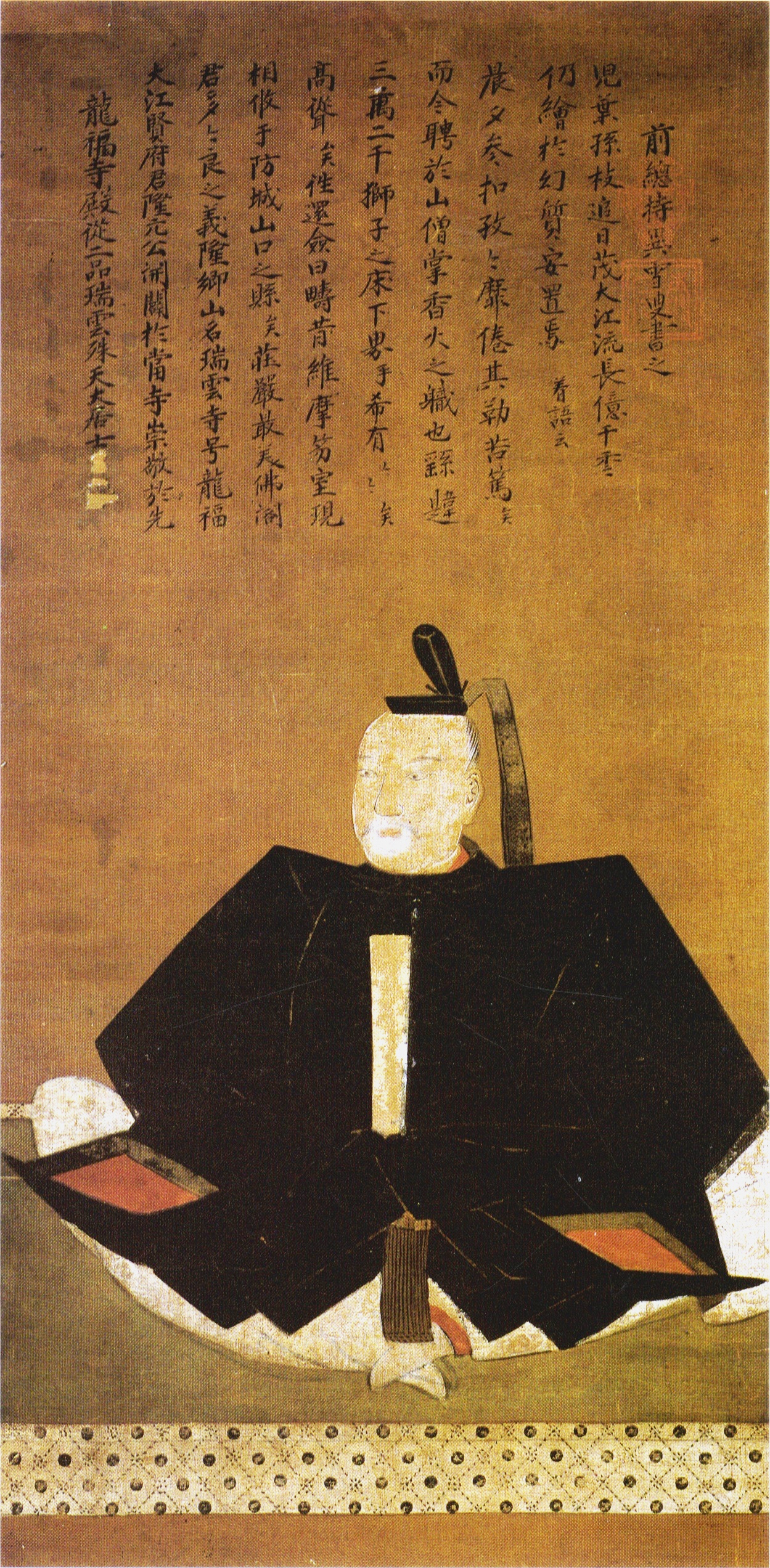
Ōuchi Yoshitaka

En 1360 (período Nambokucho), el daimio Ōuchi Hiroyo logra subyugar la antigua provincia de Suō, que ocupaba la zona este de la actual prefectura de Yamaguchi. El origen de la ciudad tiene lugar con el traslado del bastión del clan Ōuchi a la zona que hoy es el centro histórico de la ciudad de Yamaguchi. Durante el Período Muromachi el clan establece su residencia en la ciudad y potencia el comercio con la dinastía Ming.

Emblema del clan Ōuchi

En el transcurso de la Guerra de Ōnin (1467-1477) causada por un conflicto de sucesión del shogunato Ashikaga que posteriormente desembocaría en una guerra civil a gran escala por la supremacía militar en Japón, la ciudad se convierte en un refugio al que huyen los intelectuales de la época. Es en ese período cuando Yamaguchi recibe el sobrenombre de “el Kioto del Oeste”, por la floreciente cultura que se desarrolló en la misma en medio de una era convulsa. Yamaguchi alcanza especial prosperidad de la mano de Ōuchi Yoshioki y su hijo Ōuchi Yoshitaka, y entre las personalidades históricas ligadas a la ciudad durante la época se encuentran Ashikaga Yoshitane, el décimo shōgun Ashikaga, el famoso artista de tinta china Sesshū Tōyō, y el misionero jesuita navarro Francisco Javier.
En 1552, Cosme de Torres, miembro iniciador de la misión japonesa de la Compañía de Jesús junto con Francisco Javier, celebra en Yamaguchi la primera misa de Navidad en suelo japonés de la que se tiene constancia.  
En 1551, Ōuchi Yoshitaka idea un plan para trasladar al emperador Go-Nara y a toda su corte a Yamaguchi, que es finalmente frustrado por una rebelión por parte de una facción del propio clan, lo que culmina con la caída en desgracia de los Ōuchi y su desaparición. La hegemonía política pasa entonces a manos del clan Mōri, que es designado como magistrado del shogun (bugyo) en Yamaguchi, ciudad que se convierte entonces en el centro del poder político de las provincias de Suō y Nagato.

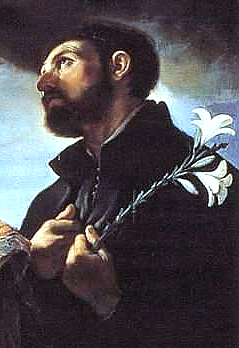
Francisco Javier

Por su oposición a Tokugawa Ieyasu, tras la batalla de Sekigahara en la que este último obtiene la victoria, el clan Mōri se ve obligado a entregar parte de sus tierras, viéndose sus dominios reducidos a Suō y Nagato, territorios que hoy constituyen la prefectura de Yamaguchi. Mōri Terumoto ordena entonces la construcción del castillo de Hagi y fija su residencia allí, lo que provoca que la ciudad de Yamaguchi pierda súbitamente su posición hegemónica en la región.
Durante la época Edo, Yamaguchi vuelve a florecer como zona de paso del “Hagi Ōkan”, camino que aún en nuestros días enlaza la ciudad de Hagi y la residencia del clan Mōri en Mitajiri (actual Hōfu). Durante los últimos años del Shogunato Tokugawa, se traslada la sede de la administración del feudo de Chōshū a Yamaguchi, con lo que ésta recupera su influencia. Dicha sede se convierte en centro de actividad política de oposición al shogunato.  
Al comenzar el período Meiji, con la abolición del sistema feudal se establece el actual sistema de división territorial por prefecturas. Para la nueva sede de la administración se conserva la localización de la antigua sede del gobierno feudal, pudiéndose admirar hoy la puerta de acceso original de finales del período Edo.

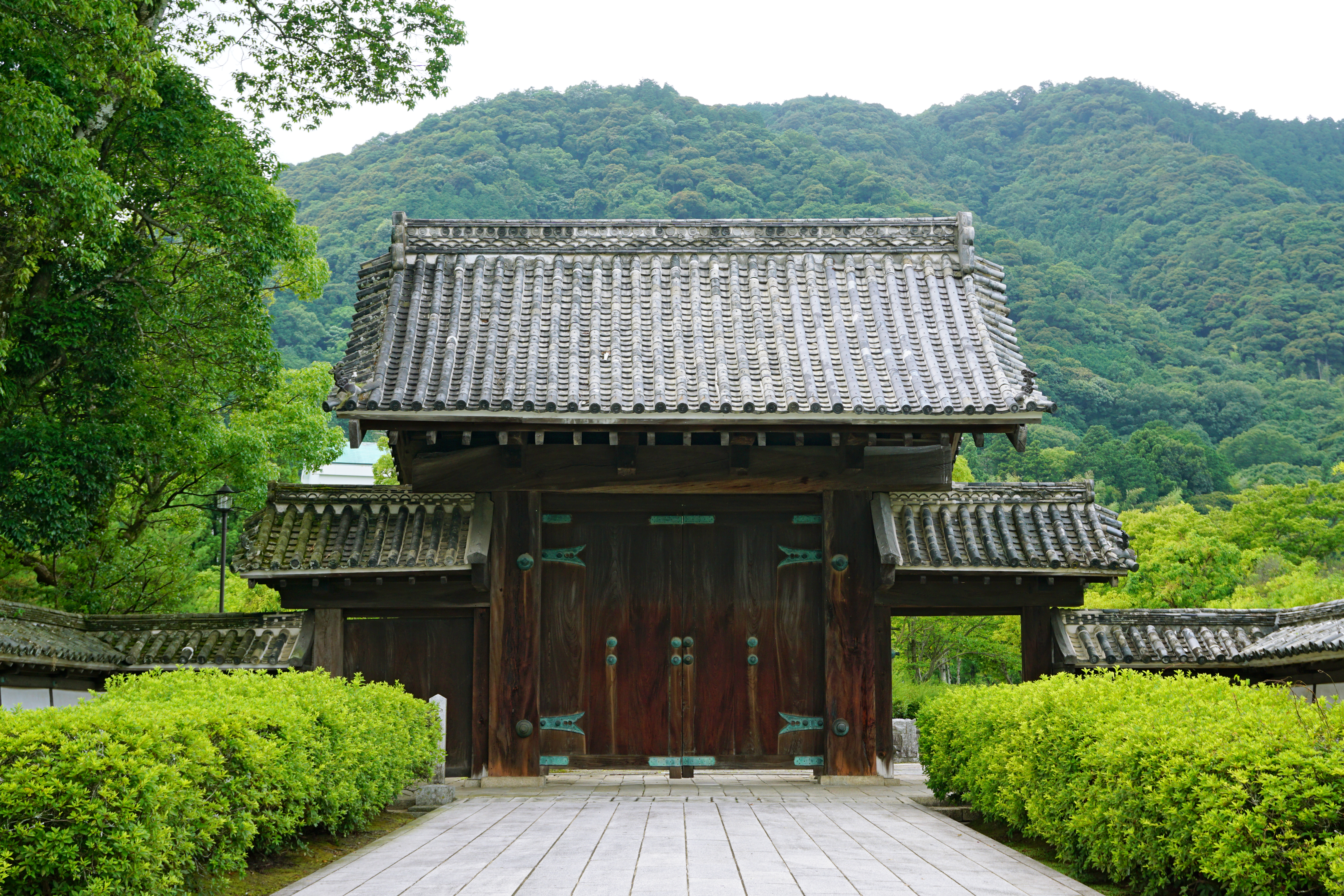
Antigua puerta de acceso al gobierno del feudo de Chōshū

Junto con el traslado de la sede de la administración, la academia Meirinkan del feudo de Chōshū, una de las tres principales instituciones educativas del Japón de la época y hasta entonces situada en Hagi, se reubica también en Yamaguchi. A partir de la misma se constituye posteriormente la primera institución de enseñanza superior de la ciudad: el primer instituto de Yamaguchi durante el período Meiji, vinculado a la actual Universidad de Yamaguchi.
En el mismo lugar en el que se ubicara la academia Meirinkan y posteriormente el campus de la Universidad de Yamaguchi, que se traslada al área periférica de Hirakawa en los años setenta, se crea en 1980 la avenida Park Road, uno de los ejes vertebradores del centro de la ciudad, y que concentra parte de la vida cultural de Yamaguchi con la Biblioteca Pública Prefectural, el Museo Prefectural y el Museo Prefectural de Arte.

## Clima
En las áreas central y meridional del territorio municipal las temperaturas se suavizan por la acción del cercano mar interior de Seto, siendo las precipitaciones menos abundantes que en el área septentrional, donde se extiende el extremo suroeste de la cordillera de Chūgoku, y cuya oscilación térmica es mucho mayor.
En las tablas inferiores se puede apreciar el contraste de temperaturas entre la capital (arriba) y el distrito de Tokusa (abajo), situado en un área montañosa del norte de la localidad.
| Parámetros climáticos promedio de Yamaguchi (1991-2020)                | Parámetros climáticos promedio de Yamaguchi (1991-2020) | Parámetros climáticos promedio de Yamaguchi (1991-2020) | Parámetros climáticos promedio de Yamaguchi (1991-2020) | Parámetros climáticos promedio de Yamaguchi (1991-2020) | Parámetros climáticos promedio de Yamaguchi (1991-2020) | Parámetros climáticos promedio de Yamaguchi (1991-2020) | Parámetros climáticos promedio de Yamaguchi (1991-2020) | Parámetros climáticos promedio de Yamaguchi (1991-2020) | Parámetros climáticos promedio de Yamaguchi (1991-2020) | Parámetros climáticos promedio de Yamaguchi (1991-2020) | Parámetros climáticos promedio de Yamaguchi (1991-2020) | Parámetros climáticos promedio de Yamaguchi (1991-2020) | Parámetros climáticos promedio de Yamaguchi (1991-2020) |
| Mes                                                                    | Ene.                                                    | Feb.                                                    | Mar.                                                    | Abr.                                                    | May.                                                    | Jun.                                                    | Jul.                                                    | Ago.                                                    | Sep.                                                    | Oct.                                                    | Nov.                                                    | Dic.                                                    | Anual                                                   |
| ---------------------------------------------------------------------- | ------------------------------------------------------- | ------------------------------------------------------- | ------------------------------------------------------- | ------------------------------------------------------- | ------------------------------------------------------- | ------------------------------------------------------- | ------------------------------------------------------- | ------------------------------------------------------- | ------------------------------------------------------- | ------------------------------------------------------- | ------------------------------------------------------- | ------------------------------------------------------- | ------------------------------------------------------- |
| Temp. máx. abs. (°C)                                                   | 19.5                                                    | 22.5                                                    | 24.8                                                    | 30.1                                                    | 33.8                                                    | 34.7                                                    | 38.8                                                    | 38.6                                                    | 35.9                                                    | 31.3                                                    | 26.4                                                    | 23.3                                                    | 38.8                                                    |
| Temp. máx. media (°C)                                                  | 9.4                                                     | 11.1                                                    | 15.0                                                    | 20.1                                                    | 24.9                                                    | 27.8                                                    | 31.3                                                    | 32.7                                                    | 28.9                                                    | 23.7                                                    | 17.6                                                    | 11.6                                                    | 21.2                                                    |
| Temp. media (°C)                                                       | 4.4                                                     | 5.5                                                     | 9.0                                                     | 13.9                                                    | 19.0                                                    | 22.6                                                    | 26.4                                                    | 27.4                                                    | 23.5                                                    | 17.7                                                    | 11.9                                                    | 6.4                                                     | 15.6                                                    |
| Temp. mín. media (°C)                                                  | 0.4                                                     | 0.8                                                     | 3.6                                                     | 8.1                                                     | 13.3                                                    | 18.4                                                    | 22.7                                                    | 23.4                                                    | 19.4                                                    | 12.9                                                    | 7.0                                                     | 2.0                                                     | 11                                                      |
| Temp. mín. abs. (°C)                                                   | -7.6                                                    | -8.9                                                    | -7.6                                                    | -1.2                                                    | 3.2                                                     | 8.0                                                     | 13.1                                                    | 14.9                                                    | 7.4                                                     | 1.3                                                     | -2.5                                                    | -5.5                                                    | -8.9                                                    |
| Precipitación total (mm)                                               | 76.3                                                    | 85.0                                                    | 145.6                                                   | 168.1                                                   | 197.2                                                   | 282.9                                                   | 342.6                                                   | 205.8                                                   | 179.1                                                   | 91.3                                                    | 83.5                                                    | 70.5                                                    | 1927.9                                                  |
| Nevadas (cm)                                                           | 11                                                      | 9                                                       | 2                                                       | 0                                                       | 0                                                       | 0                                                       | 0                                                       | 0                                                       | 0                                                       | 0                                                       | 0                                                       | 3                                                       | 25                                                      |
| Días de lluvias (≥ 1 mm)                                               | 10.1                                                    | 9.6                                                     | 11.1                                                    | 9.6                                                     | 9.2                                                     | 11.9                                                    | 11.2                                                    | 9.7                                                     | 9.0                                                     | 6.2                                                     | 7.7                                                     | 9.3                                                     | 114.6                                                   |
| Días de nevadas (≥ 1 mm)                                               | 3.3                                                     | 2.1                                                     | 0.5                                                     | 0                                                       | 0                                                       | 0                                                       | 0                                                       | 0                                                       | 0                                                       | 0                                                       | 0                                                       | 1.2                                                     | 7.1                                                     |
| Horas de sol                                                           | 117.9                                                   | 121.3                                                   | 157.4                                                   | 183.9                                                   | 204.3                                                   | 142.3                                                   | 156.2                                                   | 196.2                                                   | 151.7                                                   | 169.4                                                   | 144.0                                                   | 117.6                                                   | 1862.2                                                  |
| Humedad relativa (%)                                                   | 76                                                      | 71                                                      | 70                                                      | 69                                                      | 67                                                      | 75                                                      | 78                                                      | 75                                                      | 74                                                      | 73                                                      | 76                                                      | 78                                                      | 73.5                                                    |
| Fuente: Japan Meteorological Agency (datos registrados de 1981 a 2010) |                                                         |                                                         |                                                         |                                                         |                                                         |                                                         |                                                         |                                                         |                                                         |                                                         |                                                         |                                                         |                                                         |

| Parámetros climáticos promedio de distrito de Tokusa en Yamaguchi      | Parámetros climáticos promedio de distrito de Tokusa en Yamaguchi | Parámetros climáticos promedio de distrito de Tokusa en Yamaguchi | Parámetros climáticos promedio de distrito de Tokusa en Yamaguchi | Parámetros climáticos promedio de distrito de Tokusa en Yamaguchi | Parámetros climáticos promedio de distrito de Tokusa en Yamaguchi | Parámetros climáticos promedio de distrito de Tokusa en Yamaguchi | Parámetros climáticos promedio de distrito de Tokusa en Yamaguchi | Parámetros climáticos promedio de distrito de Tokusa en Yamaguchi | Parámetros climáticos promedio de distrito de Tokusa en Yamaguchi | Parámetros climáticos promedio de distrito de Tokusa en Yamaguchi | Parámetros climáticos promedio de distrito de Tokusa en Yamaguchi | Parámetros climáticos promedio de distrito de Tokusa en Yamaguchi | Parámetros climáticos promedio de distrito de Tokusa en Yamaguchi |
| Mes                                                                    | Ene.                                                              | Feb.                                                              | Mar.                                                              | Abr.                                                              | May.                                                              | Jun.                                                              | Jul.                                                              | Ago.                                                              | Sep.                                                              | Oct.                                                              | Nov.                                                              | Dic.                                                              | Anual                                                             |
| ---------------------------------------------------------------------- | ----------------------------------------------------------------- | ----------------------------------------------------------------- | ----------------------------------------------------------------- | ----------------------------------------------------------------- | ----------------------------------------------------------------- | ----------------------------------------------------------------- | ----------------------------------------------------------------- | ----------------------------------------------------------------- | ----------------------------------------------------------------- | ----------------------------------------------------------------- | ----------------------------------------------------------------- | ----------------------------------------------------------------- | ----------------------------------------------------------------- |
| Temp. máx. media (°C)                                                  | 6.2                                                               | 7.5                                                               | 11.6                                                              | 17.9                                                              | 22.5                                                              | 25.5                                                              | 28.7                                                              | 30.0                                                              | 26.0                                                              | 20.6                                                              | 14.9                                                              | 9.2                                                               | 18.4                                                              |
| Temp. mín. media (°C)                                                  | -2.4                                                              | -2.1                                                              | 0.5                                                               | 5.4                                                               | 10.7                                                              | 15.8                                                              | 20.4                                                              | 20.8                                                              | 16.4                                                              | 9.8                                                               | 3.6                                                               | -0.6                                                              | 8.2                                                               |
| Precipitación total (mm)                                               | 117.3                                                             | 108.5                                                             | 150.7                                                             | 136.9                                                             | 159.1                                                             | 254.0                                                             | 318.7                                                             | 180.9                                                             | 209.4                                                             | 106.4                                                             | 102.8                                                             | 100.9                                                             | 1945.6                                                            |
| Horas de sol                                                           | 68.6                                                              | 90.3                                                              | 127.8                                                             | 168.7                                                             | 181.1                                                             | 134.9                                                             | 139.6                                                             | 169.1                                                             | 134.8                                                             | 148.7                                                             | 111.6                                                             | 85.2                                                              | 1560.4                                                            |
| Fuente: Japan Meteorological Agency (datos registrados de 1981 a 2010) |                                                                   |                                                                   |                                                                   |                                                                   |                                                                   |                                                                   |                                                                   |                                                                   |                                                                   |                                                                   |                                                                   |                                                                   |                                                                   |

## Economía

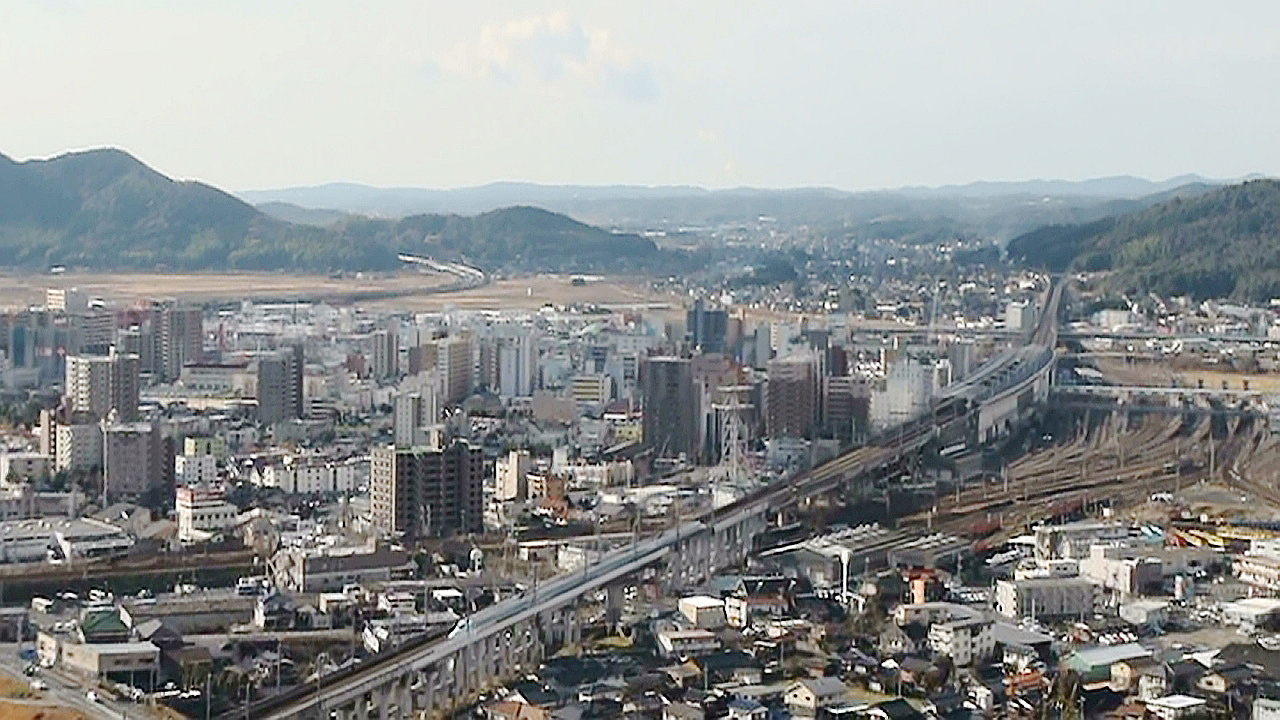
Área urbana en torno a la estación de Shin-Yamaguchi

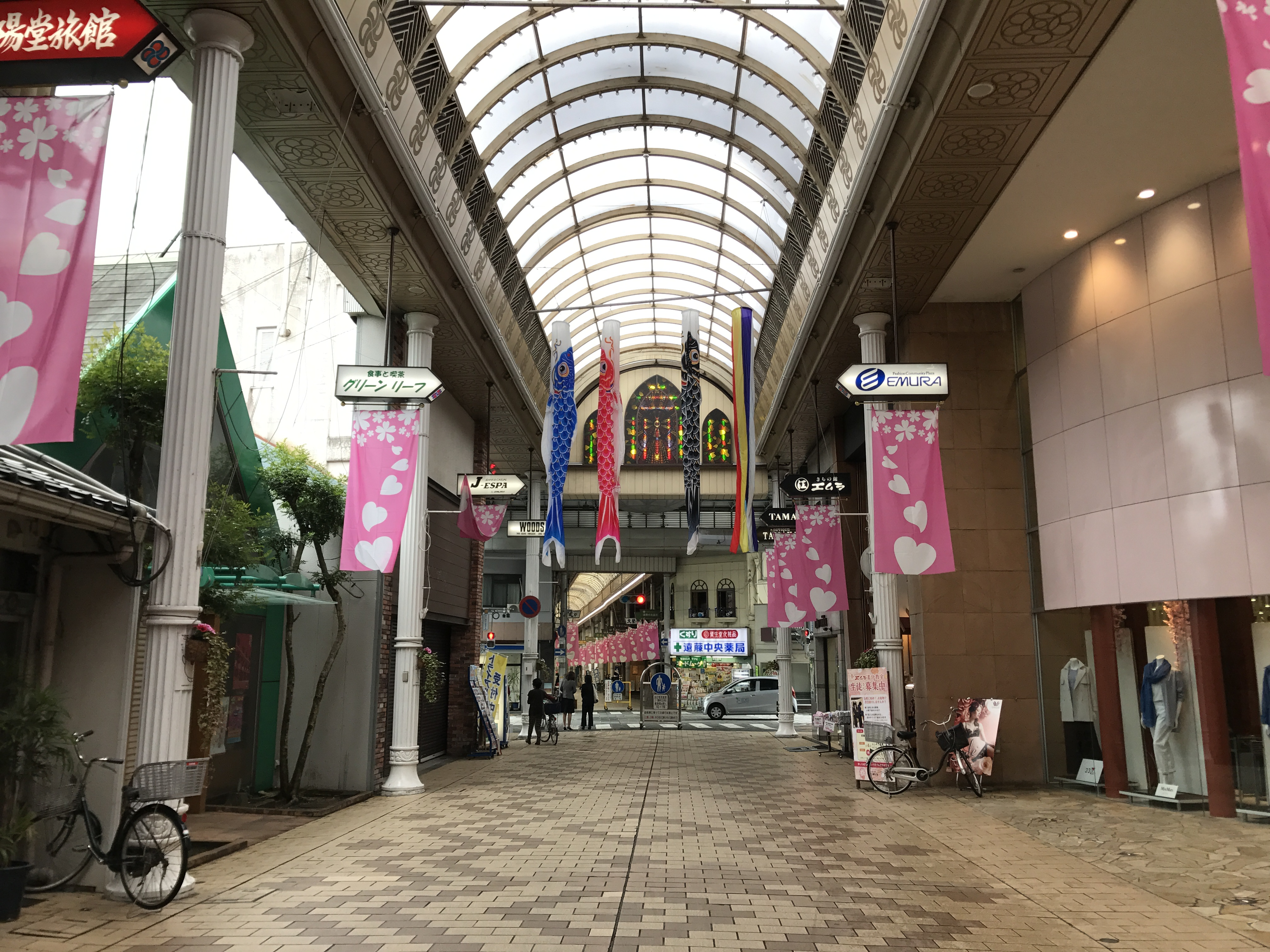
Galería comercial de Yamaguchi

A pesar de su condición de capital y sede de la administración prefectural, Yamaguchi es una ciudad en la que no tiene gran peso la industria: exceptuando la presencia de organismos públicos y del acometimiento de proyectos de obras públicas, la actividad económica principal se da en el sector turístico y de la distribución, siendo Yamaguchi una capital donde predomina el funcionariado, un caso peculiar dentro del territorio japonés.
En el distrito de Ogōri, antigua localidad asimilada actualmente por Yamaguchi, la red de carreteras y de ferrocarril se extiende a partir de la estación de ferrocarril de Shin-Yamaguchi, siento ésta punto neurálgico del tráfico terrestre de la región. Por ello, la zona concentra las sedes de filiales de empresas japonesas en la prefectura. En los últimos años y gracias a la mejora de la infraestructura de transporte público, esta tendencia se ha visto incrementada, especialmente en el sector de la distribución de mercancías. Además, el cercano distrito de Ajisu, perteneciente a la red urbana de la ciudad de Ube, constituye un importante núcleo comercial.
En los distritos con salida al mar de Seto existen cuatro puertos pesqueros: Aio, Aibara, Ajisu y Yamaguchi. En agua dulce, se realiza piscicultura del ayu en el río Fushinogawa.
En Yamaguchi central, dos núcleos de comercio son la galería central, donde destacan los grandes almacenes Izutsuya, y el distrito de Yuda-onsen, que por su presencia de fuentes termales naturales concentra, además de comercios, establecimientos de ocio, hoteles y locales de restauración.
El turismo constituye de los sectores con mayor impacto económico, recibiendo Yamaguchi 4.834.693 visitantes en 2017.

## Deportes
En 2022, los deportes con mayor número de miembros inscritos en las asociaciones deportivas municipales fueron el baloncesto, el tenis de mesa (especialmente popular por influencia de la triple medallista olímpica Ishikawa Kasumi), el voleibol, el béisbol, el soft tennis, el tenis y el sóftbol.
En los últimos años, deportes como el rugby, boxeo y el tiro con arco también han ganado adeptos, mientras que los practicantes del montañismo también han aumentado, especialmente entre la población sénior.
Por otra parte, a través de la organización de clubes deportivos juveniles de Japón, se impulsa la práctica del voleibol, béisbol, fútbol, kendo y baloncesto entre los más pequeños.
Las instalaciones deportivas de principal relevancia de Yamaguchi son:

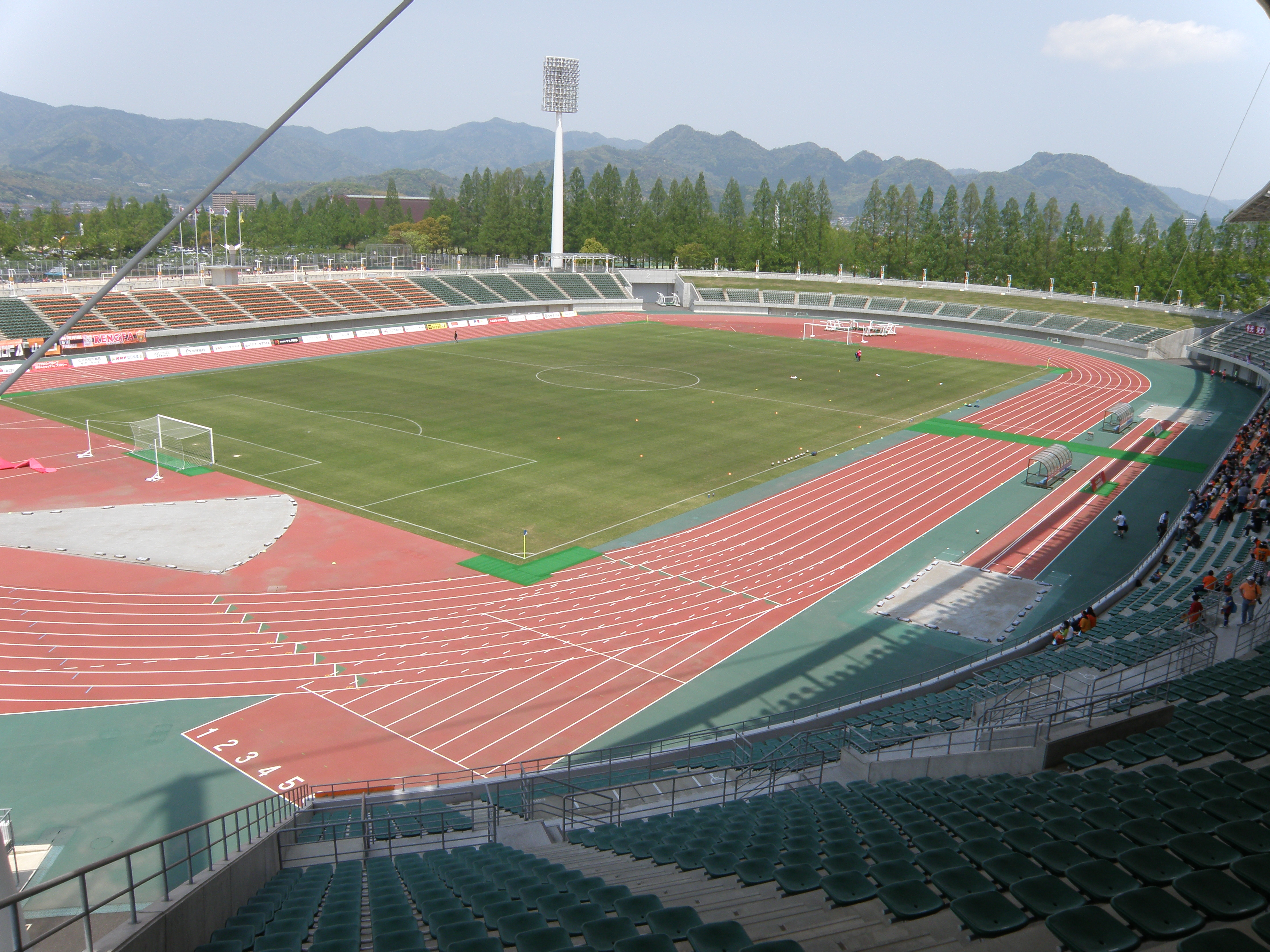
Ishin-Me Life Stadium

- Ishin-Me Life StadiumParque Conmemorativo de la EXPO de Kirara, que cuenta con campo de fútbol/ rugby de hierba natural, canchas de vóley playa y otros espacios donde practicar deportes al aire libre, y donde destacan dos instalaciones:
  - Cúpula de Kirara (Kirara Dome), espacio cubierto multiusos acondicionable para la práctica de tenis, fútbol, béisbol, etc., y en el que también se celebran conciertos y otros eventos culturales.
  - Complejo Acuático de Kirara (Kirara Pool), instalación cubierta diseñada para albergar competiciones de natación, natación artística y waterpolo que cuenta con dos piscinas de 50 y 25 metros.

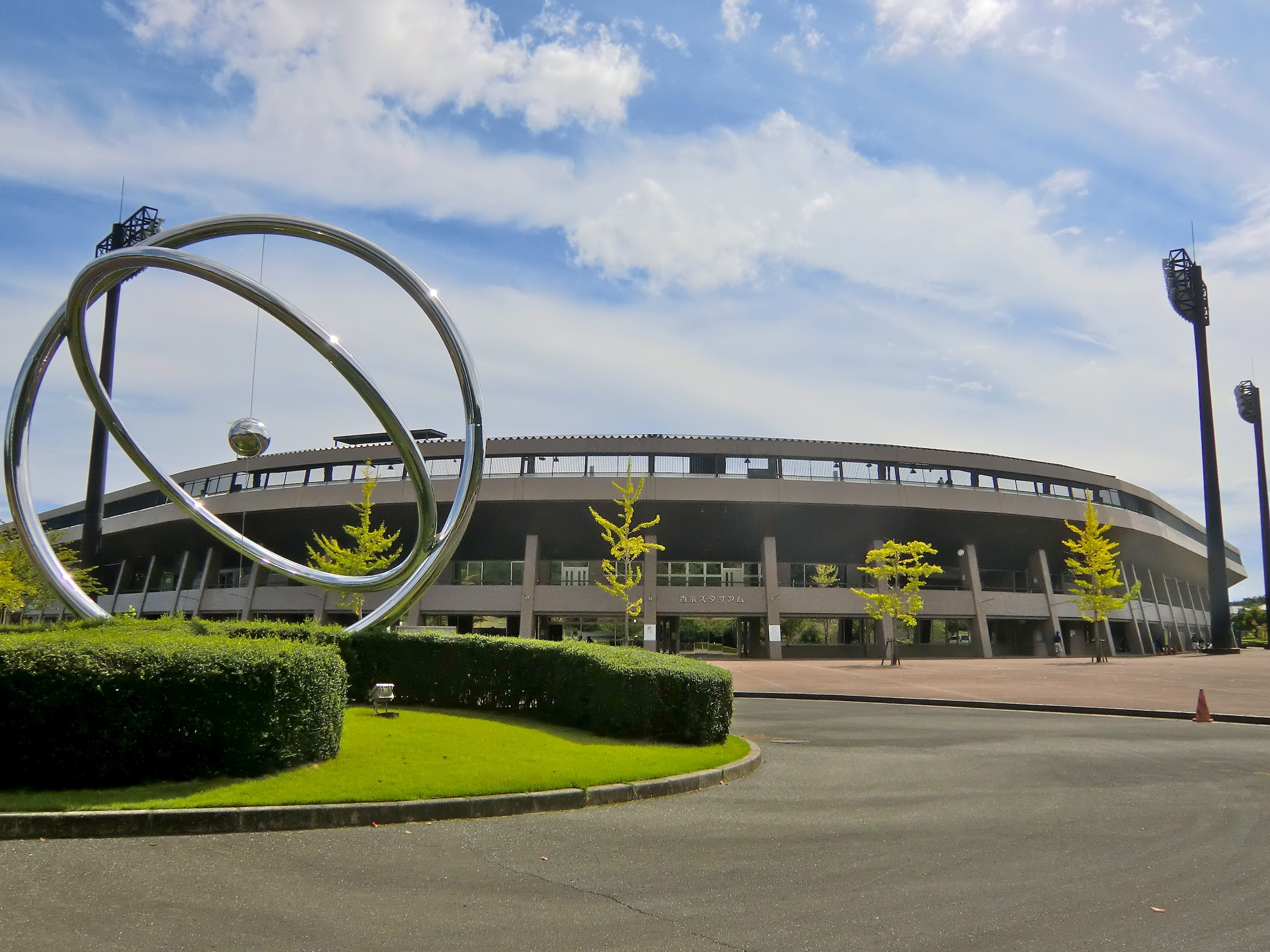
Saikyo Stadium

- Saikyo StadiumParque Conmemorativo Ishin, donde destaca el Ishin Me-Life Stadium, estadio de fútbol y atletismo y sede del Renofa Yamaguchi FC, equipo profesional de fútbol de la localidad y que actualmente milita en la segunda división de la liga japonesa.
- Ube 72 Country Club. Inaugurado en 1960, cuenta con cuatro recorridos y 72 hoyos: el mayor número en todo el oeste de Japón. Es sede de importantes campeonatos nacionales, como el Open de Japón Femenino y el Open de Japón Sénior.
- Yamaguchi Refresh Park, recinto que comprende un pabellón cubierto, campos polivalentes para la práctica de deportes como el fútbol o el béisbol, pistas de tenis y piscinas descubiertas.
- Yamaguchi Sports no Mori, donde destaca el estadio de béisbol Yamaguchi Mazda Saikyo Kizuna Stadium, donde se celebran periódicamente partidos de ligas estudiantiles y partidos oficiales tanto de equipos amateurs como de béisbol profesional a nivel nacional.

Como curiosidad, el gran yudoca Shohei Ono (medalla de oro olímpica en los juegos de Río de 2016 y Tokio 2020) es oriundo de Yamaguchi.

## Educación

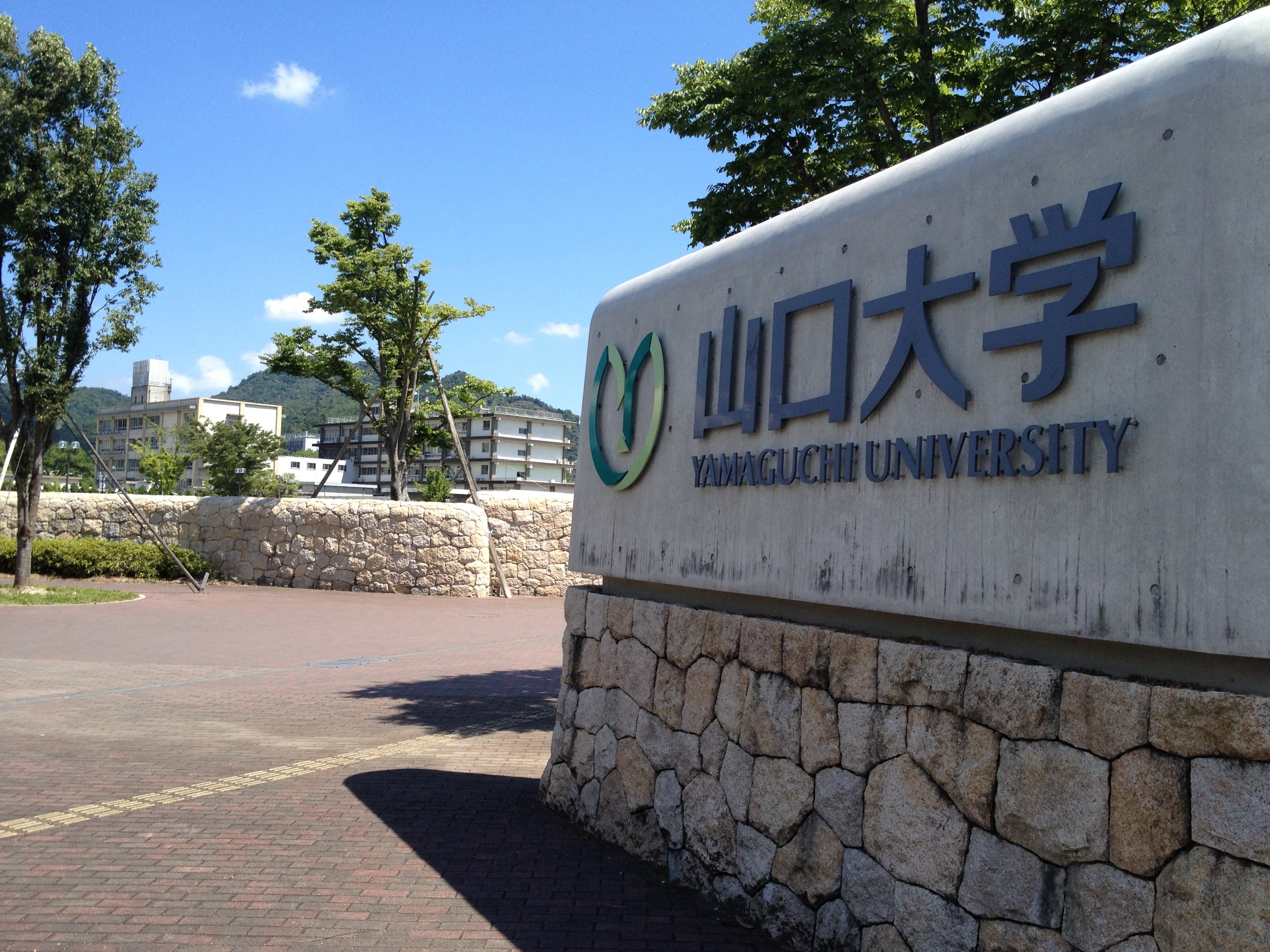
Entrada al campus de Yoshida, Universidad de Yamaguchi,

- Entrada al campus de Yoshida, Universidad de Yamaguchi,Universidad de Yamaguchi (山口大学 Yamaguchi daigaku), universidad nacional con campus universitarios en las ciudades de Yamaguchi y Ube. Con sus orígenes en un centro educativo fundado en 1815, se establece como universidad en 1949.
- Universidad Prefectural de Yamaguchi (山口県立大学 Yamaguchi kenritsu daigaku), universidad pública. Centro educativo femenino en sus orígenes, se establece como institución de modelo coeducativo en 1996.
- Yamaguchi Gakugei University (山口学芸大学 Yamaguchi gakugei daigaku), universidad privada fundada en 2007.
- Yamaguchi College of Arts (山口芸術短期大学 Yamaguchi geijutsu tanki daigaku), junior college (centro universitario en el que se imparten grados de primer ciclo, de dos o tres cursos de duración) privado, fundado en 1968.

## Lugares turísticos y de interés histórico
- Templos budistasPagoda del templo de RurikōjiJardines del templo Jōeiji

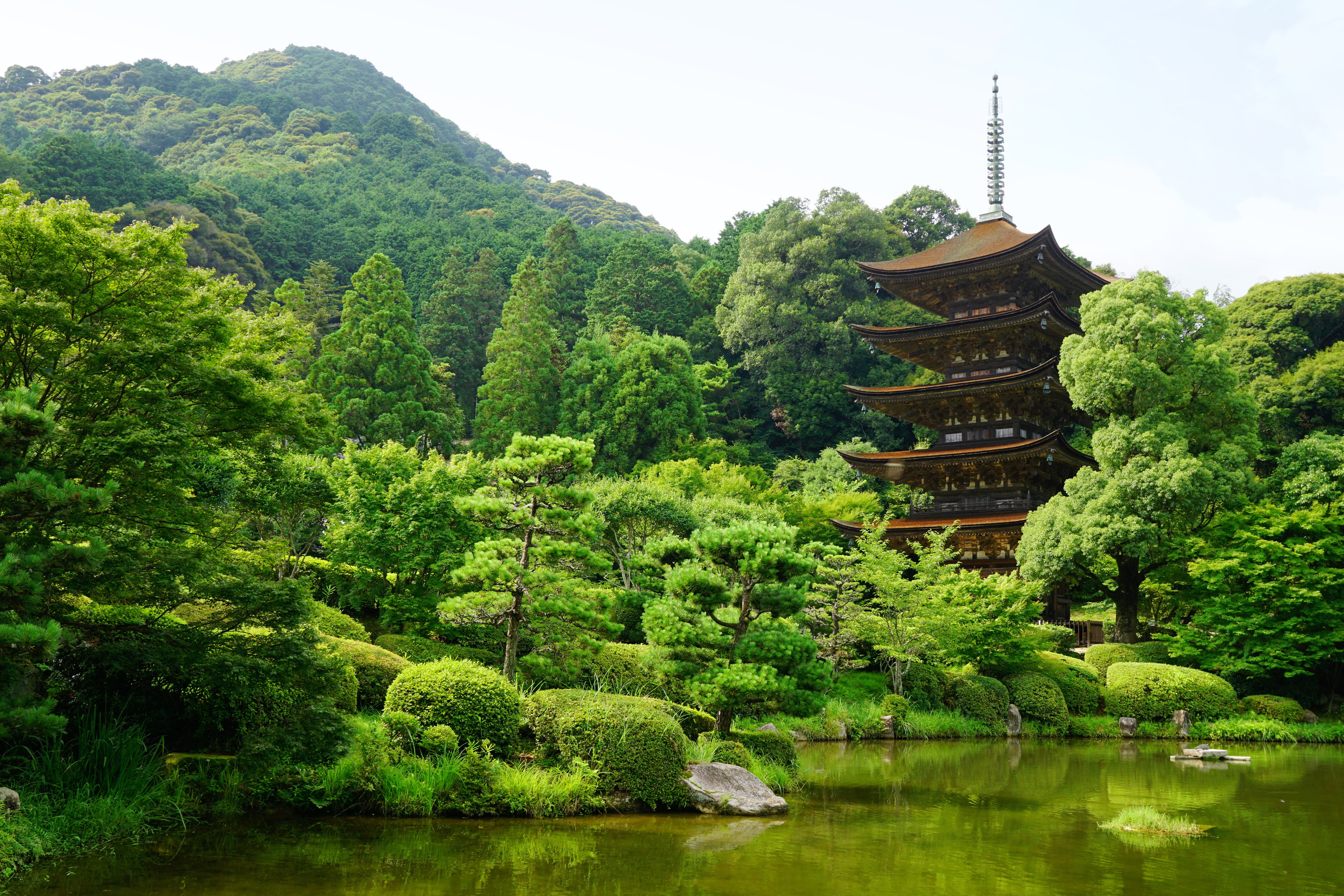
Pagoda del templo de Rurikōji

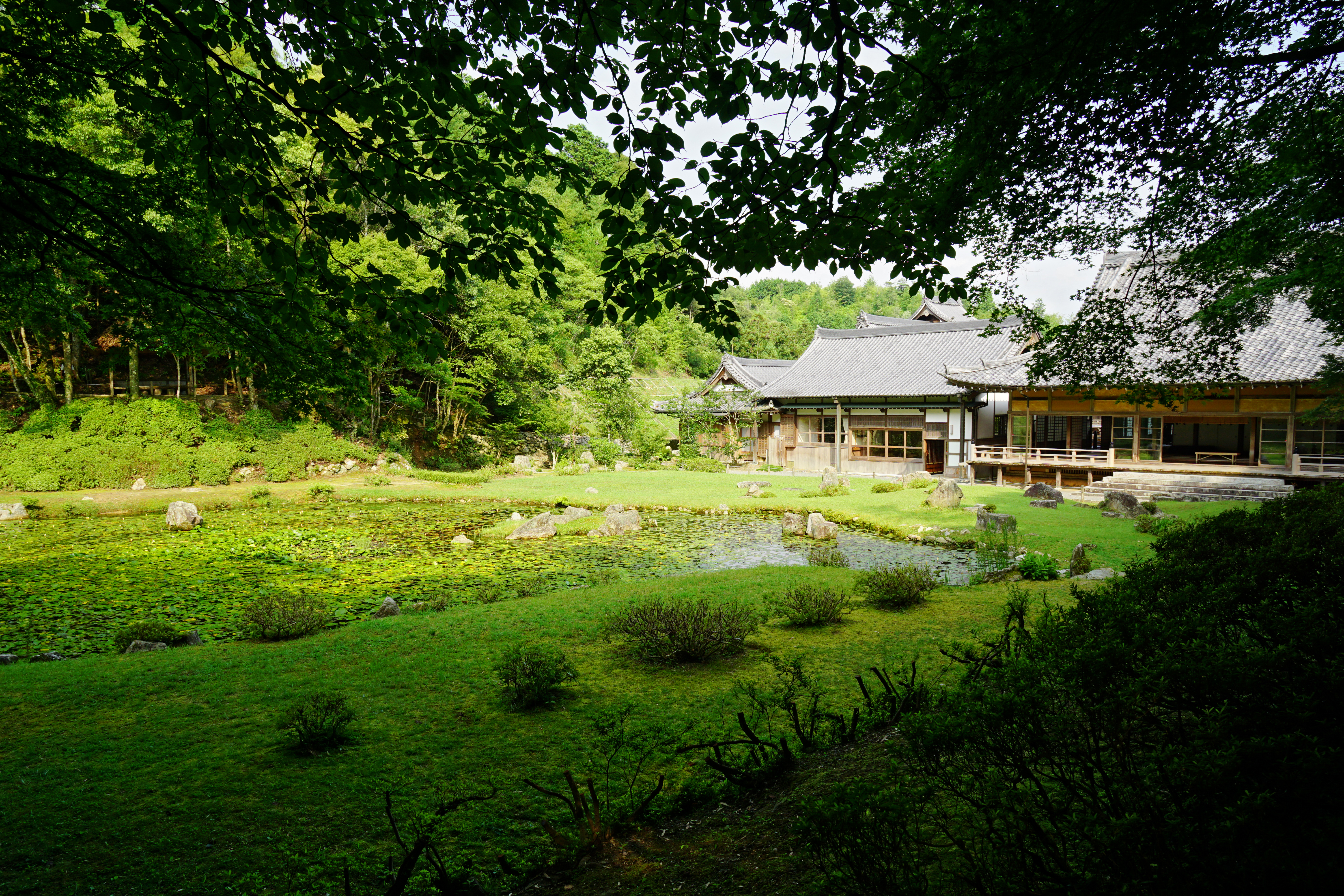
Jardines del templo Jōeiji

  - Rurikōji (瑠璃光寺): construido por Ōuchi Yoshihiro en el período Muromachi, su bellísima pagoda de cinco plantas es Tesoro Nacional del Japón y una de las tres más destacadas del país junto con la del templo Hōryūji de Nara y la del templo Daigoji de Kioto.
  - Jōeiji (常栄寺): del período Muromachi, e inicialmente concebido como residencia de Ōuchi Masahiro, su jardín fue diseñado por el célebre monje y artista Sesshū Tōyō, por lo que en la actualidad recibe la denominación de “Sesshū-tei” (jardín de Sesshū). Está designado como Lugar turístico y de Interés Histórico del Japón.
  - Ryūfukuji (龍福寺): Su fundación data de comienzos del período Kamakura. Es destruido por un incendio en 1551 y reconstruido posteriormente como templo familiar de Ōuchi Yoshitaka. Su pabellón principal, que originalmente pertenecía al templo Kōryuji, es Patrimonio Cultural Importante del Japón. Su pasadizo de entrada, flanqueado por arces japoneses, es una localización muy popular para los aficionados a la fotografía durante el otoño.

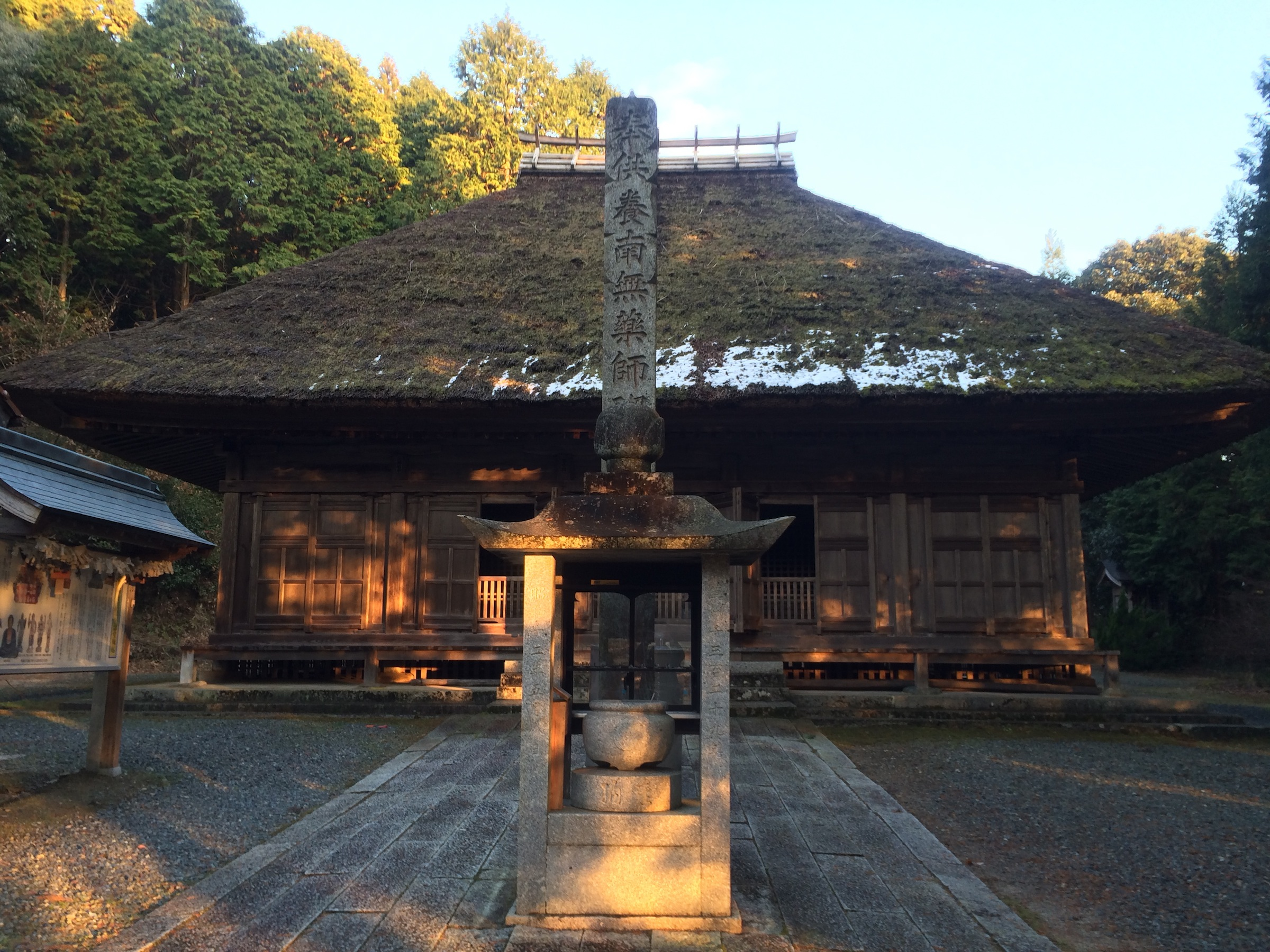
Templo Gachirinji

  - Entrada al templo RyūfukujiTemplo GachirinjiGachirinji (月輪寺): de finales del período Heian y construido por orden del monje budista Chōgen, es la estructura de madera más antigua de la prefectura y está catalogado como Patrimonio Cultural Importante del Japón.

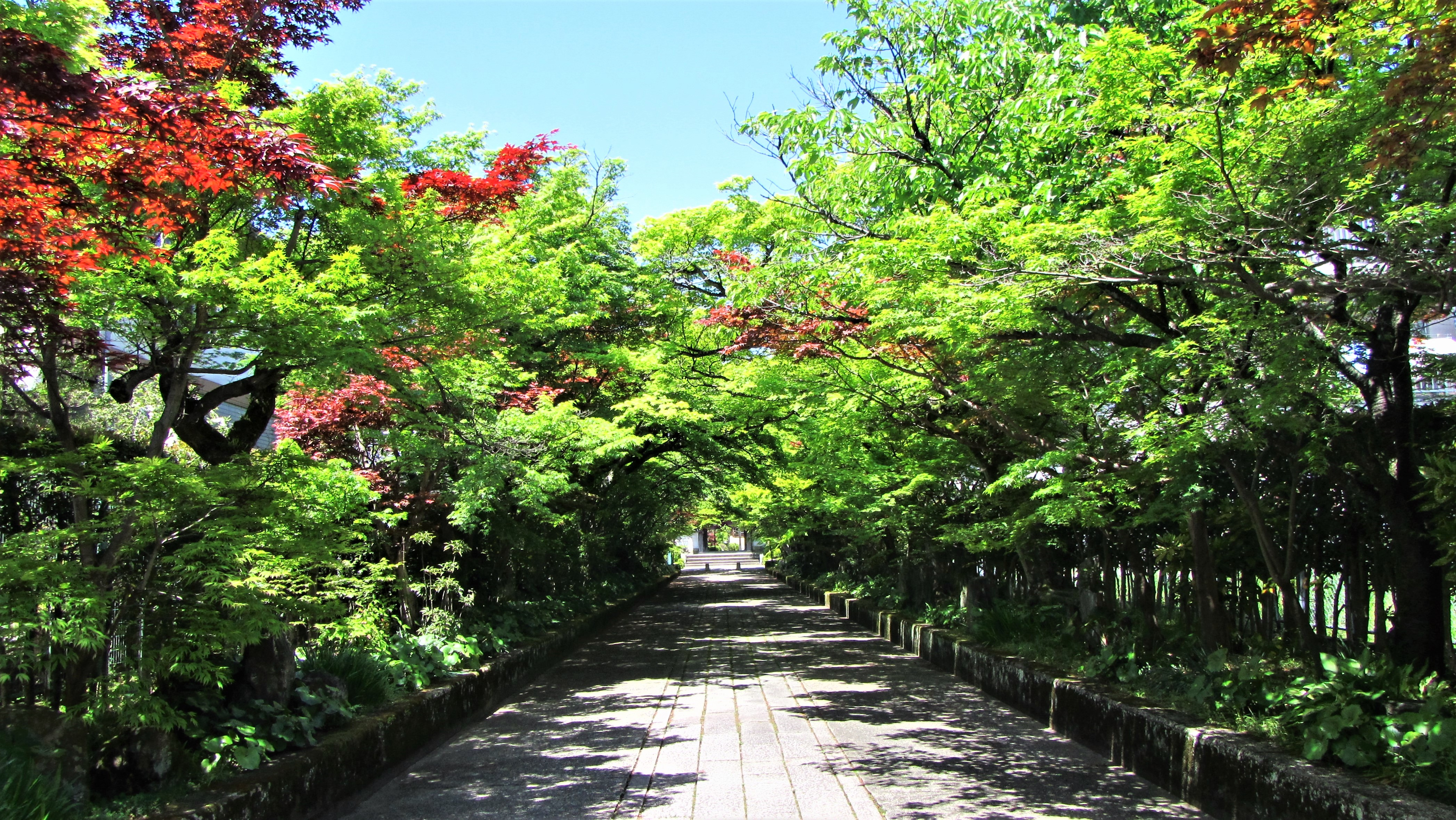
Entrada al templo Ryūfukuji

  - Tōshunji (洞春寺): templo familiar de Mōri Motonari, fue posteriormente cuartel general del Kiheitai y residencia temporal de Mōri Takachiha durante el bakumatsu, por lo que constituye uno de los escenarios clave en el contexto de la rebelión del feudo de Chōshū contra el shogunato Tokugawa, que finalmente desembocaría en la Restauración Meiji. Además de su puerta y pabellón de Kannon, designados como Patrimonio Cultural Importante del Japón, en su recinto se encuentra la tumba de Inoue Kaoru, uno de los políticos japoneses más relevantes de los inicios del período Meiji, pudiéndose observar también cortes de espada de los miembros del Kiheitai en los edificios. El templo permite también practicar meditación zen.Santuario interior de Yamaguchi Daijingu
- Santuarios sintoístas

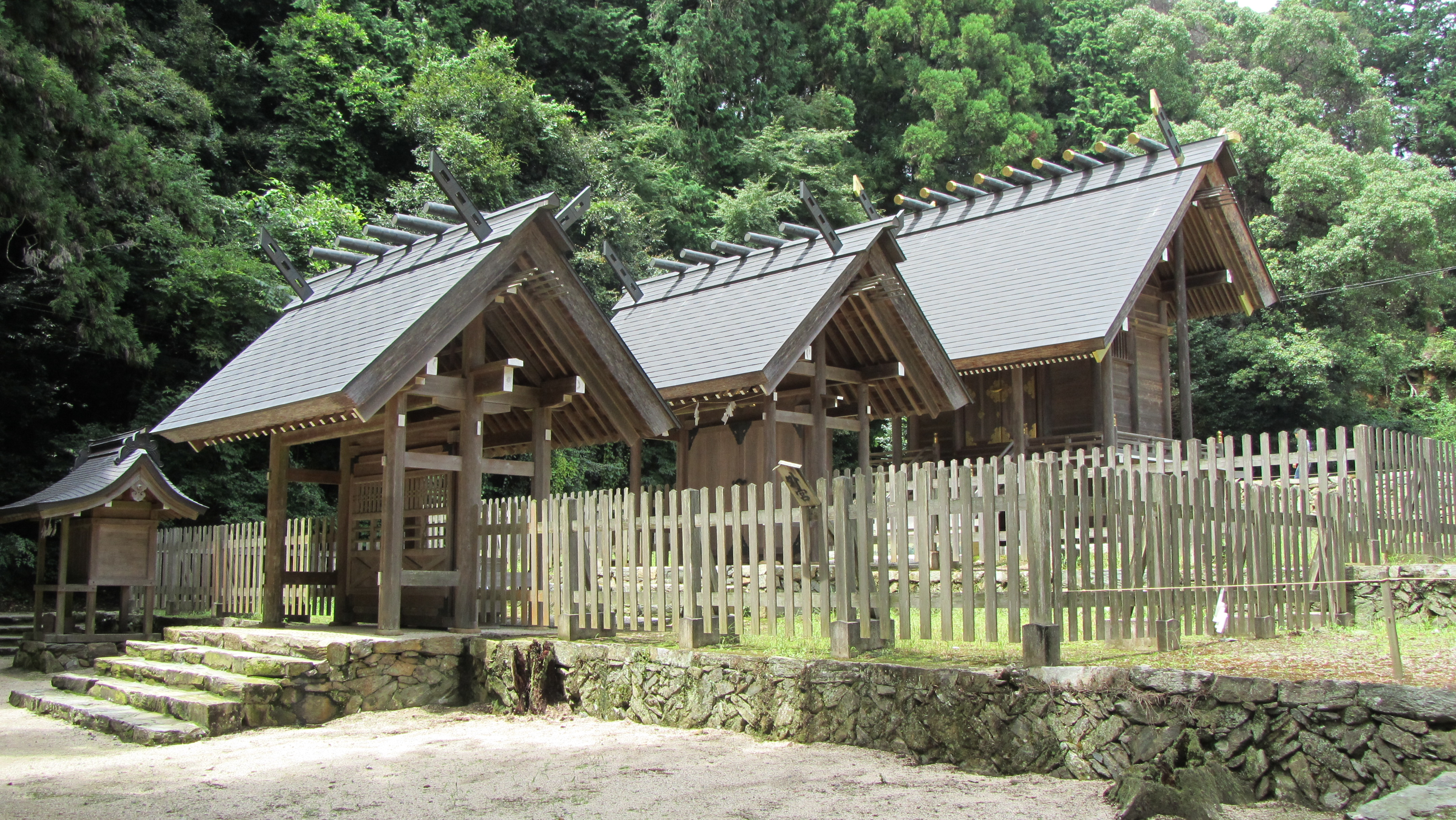
Santuario interior de Yamaguchi Daijingu

  - Yamaguchi Daijingu (山口大神宮): En 1520, Ōuchi Yoshiaki obtiene la sanción imperial para realizar el ritual de traslado de parte de la esencia de las deidades del Santuario de Ise a Yamaguchi. Los pabellones están construidos en el mismo estilo que los originales de Ise (shinmei-zukuri). Especialmente durante el período Edo, cuando la peregrinación a este destino religioso alcanzó especial popularidad, y siendo Yamaguchi Daijingu el único santuario en Japón que albergaba las mismas deidades de Ise, se le llegó a conocer como el “Ise del oeste”.
  - Santuario Furukuma (古熊神社): Dedicado a la deidad sintoísta de la ciencia y el estudio, este santuario se funda en 1373, cuando Ōuchi Hiroyo transporta parte de la esencia de la deidad desde su santuario central en Kioto, Kitano Tenmangu, a Yamaguchi. Posteriormente Mōri Hidenari trasladaría el santuario a su actual localización en 1618. El motivo decorativo en las riostras que soportan el tejado constituye la primera representación en todo Japón de pino, bambú y ciruelo japonés (Sho Chiku Bai), símbolos auspiciosos que simbolizan la perseverancia.
  - Santuarios Toyosaka (豊栄神社) y Noda (野田神社), ambos con la designación de Santuario Imperial de Estatus Especial. El santuario Toyosaka, inicialmente ubicado junto al castillo de Hagi, fue trasladado a Yamaguchi y reconstruido junto al de Noda en los inicios del período Meiji. En él se venera a Mōri Motonari como deidad. Por su parte, en el santuario de Noda está consagrado Mōri Takachiha, uno de los artífices de la Restauración Meiji, y su hijo Motonori.
  - Santuario Nikabe (仁壁神社), antiguamente conocido como uno de los “tres santuarios de la provincia de Suō”, y en el que se conservan documentos escritos de los clanes Ōuchi y Mōri.

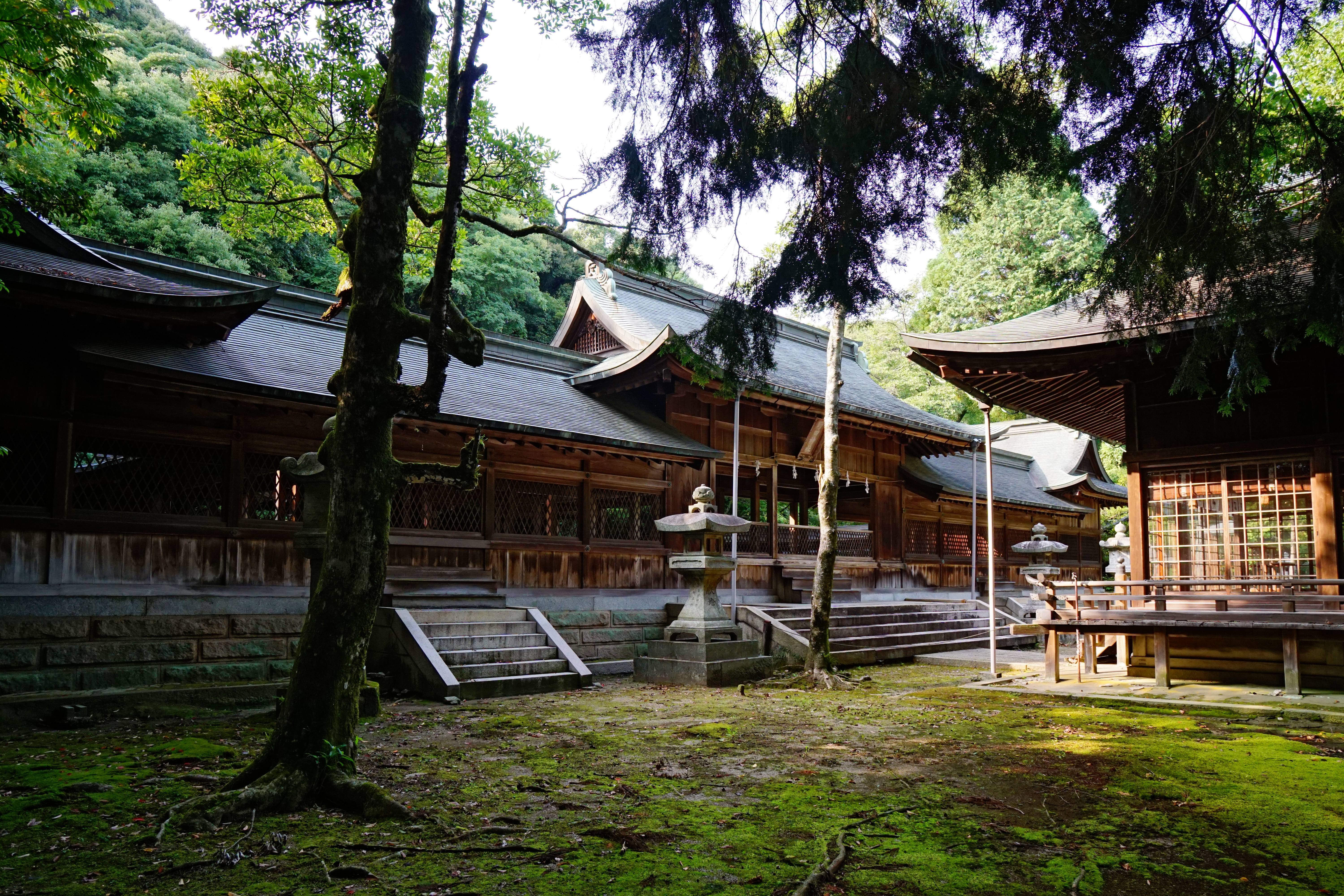
Santuario Noda

  - Santuario NodaSantuario Kido (木戸神社), dedicado a Kido Takayoshi (Katsura Kogorō), uno de los principales líderes de la rebelión contra el bakufu y artífices del primer gobierno de Meiji. En su testamento donó todos los bienes de su familia para fines académicos, por lo que en agradecimiento sus beneficiarios edifican este santuario en su honor. Es un lugar popular para disfrutar tanto de la floración de los cerezos como de los colores otoñales.
- Templos cristianos

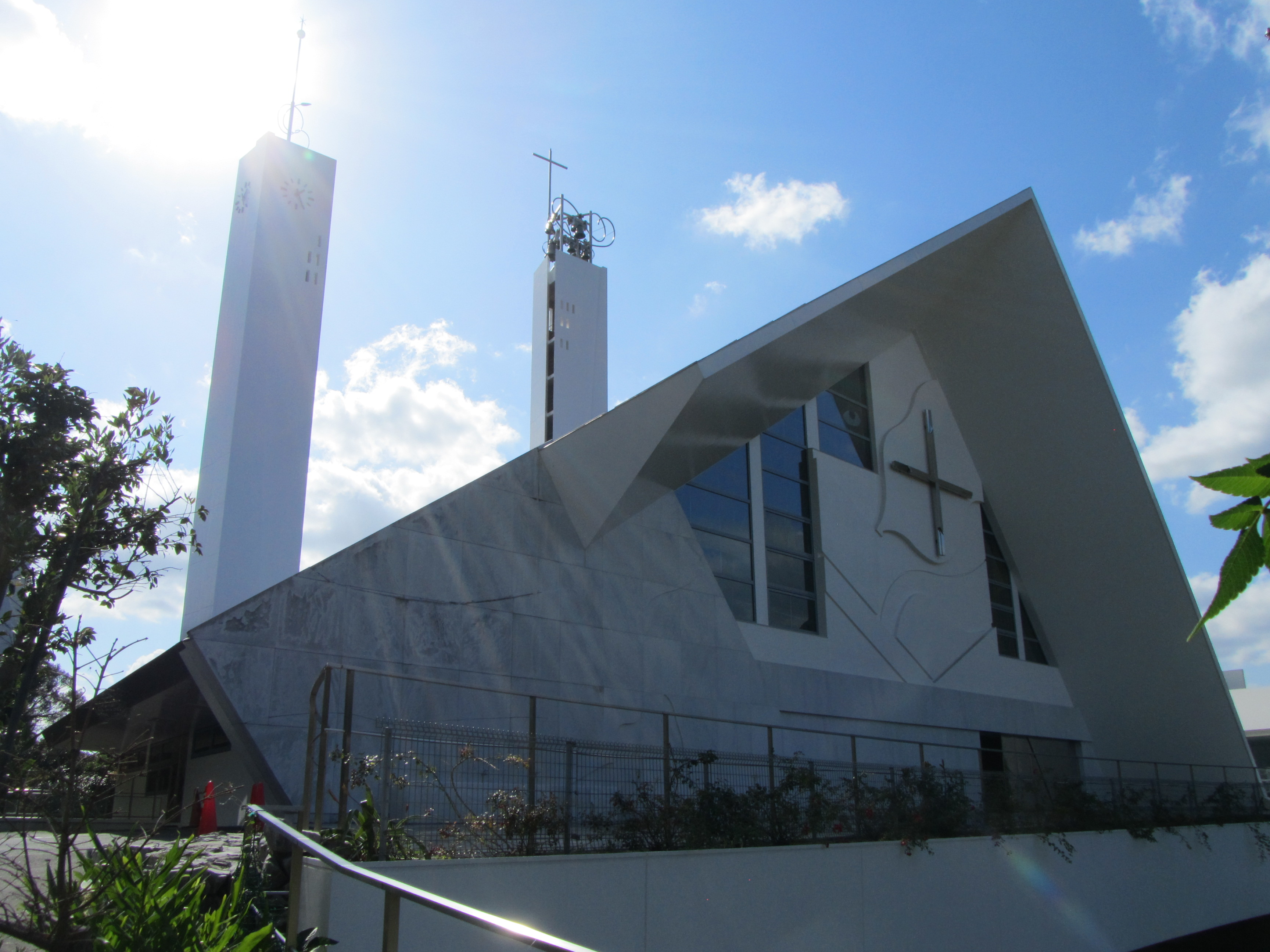
Iglesia de S.Francisco Javier

  - Iglesia de S.Francisco JavierIglesia Católica de San Francisco Javier (山口サビエル記念聖堂): erigida en 1952 para conmemorar los 400 años de la llegada del misionero navarro a Yamaguchi, es destruida por un incendio en 1991, reconstruyéndose siete años después en un estilo moderno en el que destacan sus dos torres, y cuyas formas evocan la luz, el agua, y una tienda que ofrece refugio.
- Edificios civiles:

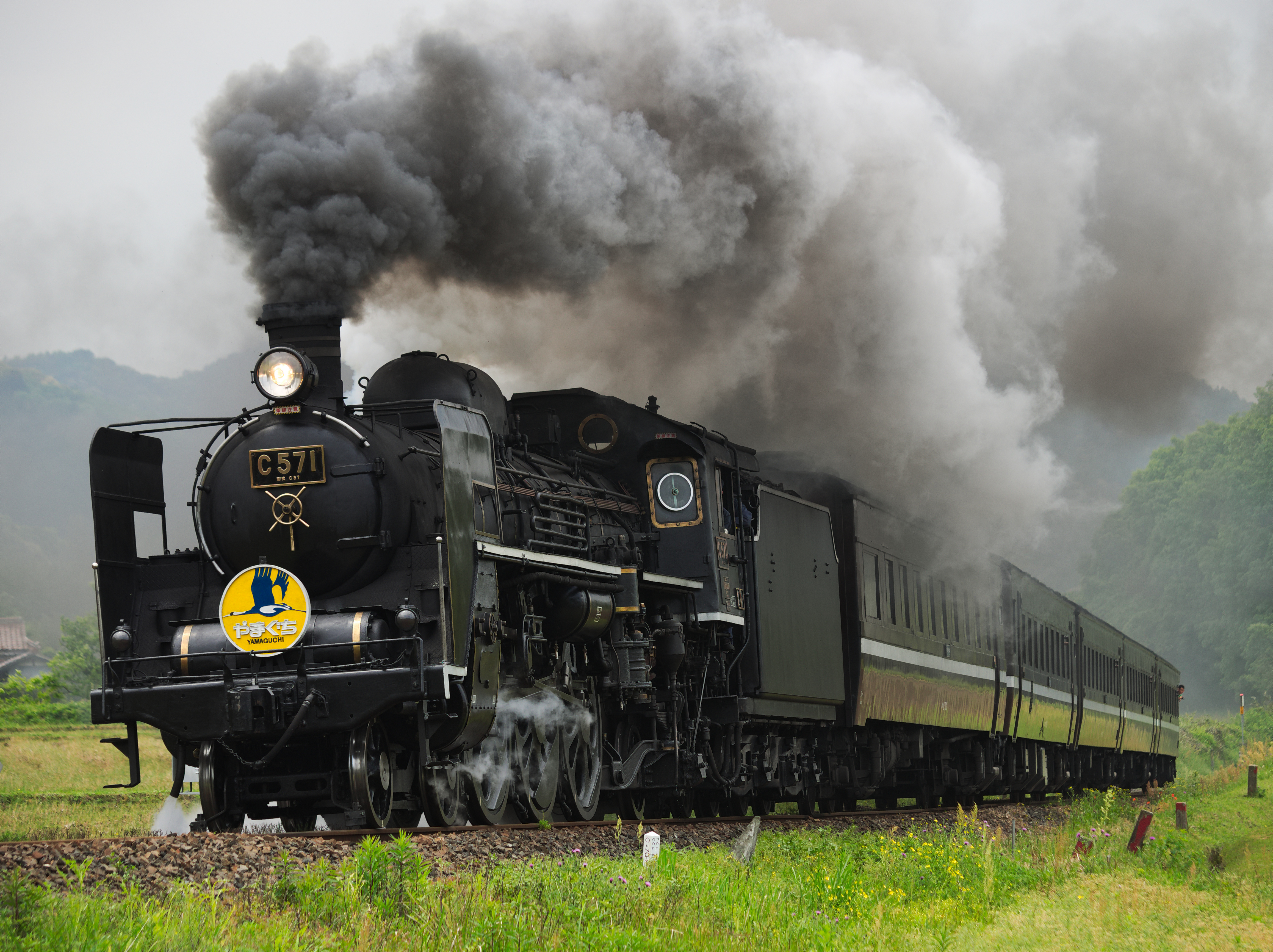
Locomotora de vapor "Yamaguchi"

  - ChinryūteiLocomotora de vapor "Yamaguchi" Saikōtei (菜香亭): construido en 1877, en este histórico restaurante se exponen hoy obras de caligrafía y objetos personales de personalidades políticas del Japón como Inoue Kaoru, Itō Hirobumi y Satō Eisaku. Su sala principal de 100 tatami se continúa acondicionando periódicamente hoy en día para la celebración de banquetes. Adicionalmente, cuenta con un amplio catálogo de kimonos con los que los visitantes pueden vestirse y pasear por la ciudad.

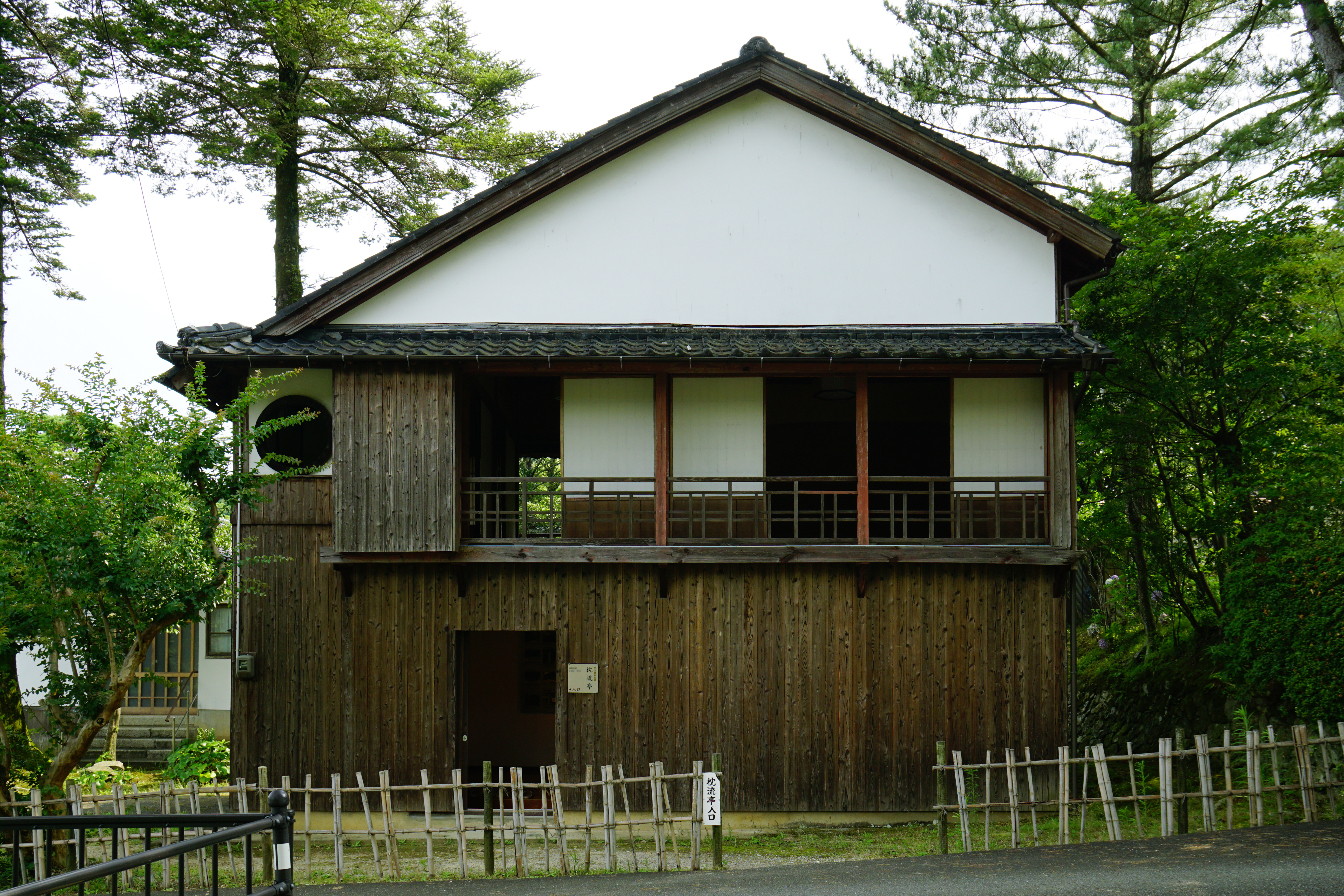
Chinryūtei

  - Chinryūtei (枕流亭): En el período bakumatsu (1867), en el marco de la alianza de los clanes de Satsuma y Chōshū, los samuráis Komatsu Tatewaki y Saigō Takamori acudieron a Yamaguchi en numerosas ocasiones para reunirse en secreto con Kido Takayoshi e Itō Hirobumi en el primer piso de este edificio, propiedad de una familia mercante, presidiendo Sakamoto Ryōma las reuniones. Fue aquí donde se realizó un pacto de honor por el que ambos clanes reunirían tropas de forma conjunta para derrocar al shogunato. Situado hoy en el parque Kōzan, frente a la pagoda del templo de Rurikōji, fue trasladado desde el área de Dōjō-Monzen, en una localización central en la ciudad.
  - Casa de Taneda Santōka (其中庵): casa de retiro entre 1932 y 1945 del poeta de haiku Taneda Santōka recreada en su antiguo emplazamiento a partir de dibujos de la época. En el exterior se puede admirar un poema grabado en piedra por el maestro de Santōka, pudiéndose visitar también su jardín con un pequeño pabellón exterior azumaya y el pozo original de la vivienda.

- Paisaje urbano
  - Calle de Tatekōji (竪小路): situada en el área central de la ciudad, en la disposición de sus casas se puede adivinar la admiración que el clan Ōuchi sentía por la ciudad de Kioto, queriendo moldear Yamaguchi a su semejanza.

- Museos
  - Museo Nakahara Chūya (中原中也記念館), dedicado al célebre poeta, nacido en esta localidad. En el edificio, construido donde se emplazó su casa familiar, se conservan sus manuscritos originales y diarios, objetos personales como su escritorio o su inseparable abrigo y la primera edición de su antología poética Yagi no Uta.

- Trenes turísticos
  - Tren de vapor “Yamaguchi” (SLやまぐち号): este tren con locomotora de vapor clase C57, apodada “la dama” por la elegancia de su diseño, comenzó a operar en 1937, y continúa en funcionamiento hoy en día recorriendo los 62,9 km de la línea de Yamaguchi entre las estaciones de Shin-Yamaguchi y Tsuwano en un trayecto de unas dos horas. La decoración de sus diferentes vagones está inspirada en antiguos de trenes de vapor de Japón.

- Fuentes termales naturales

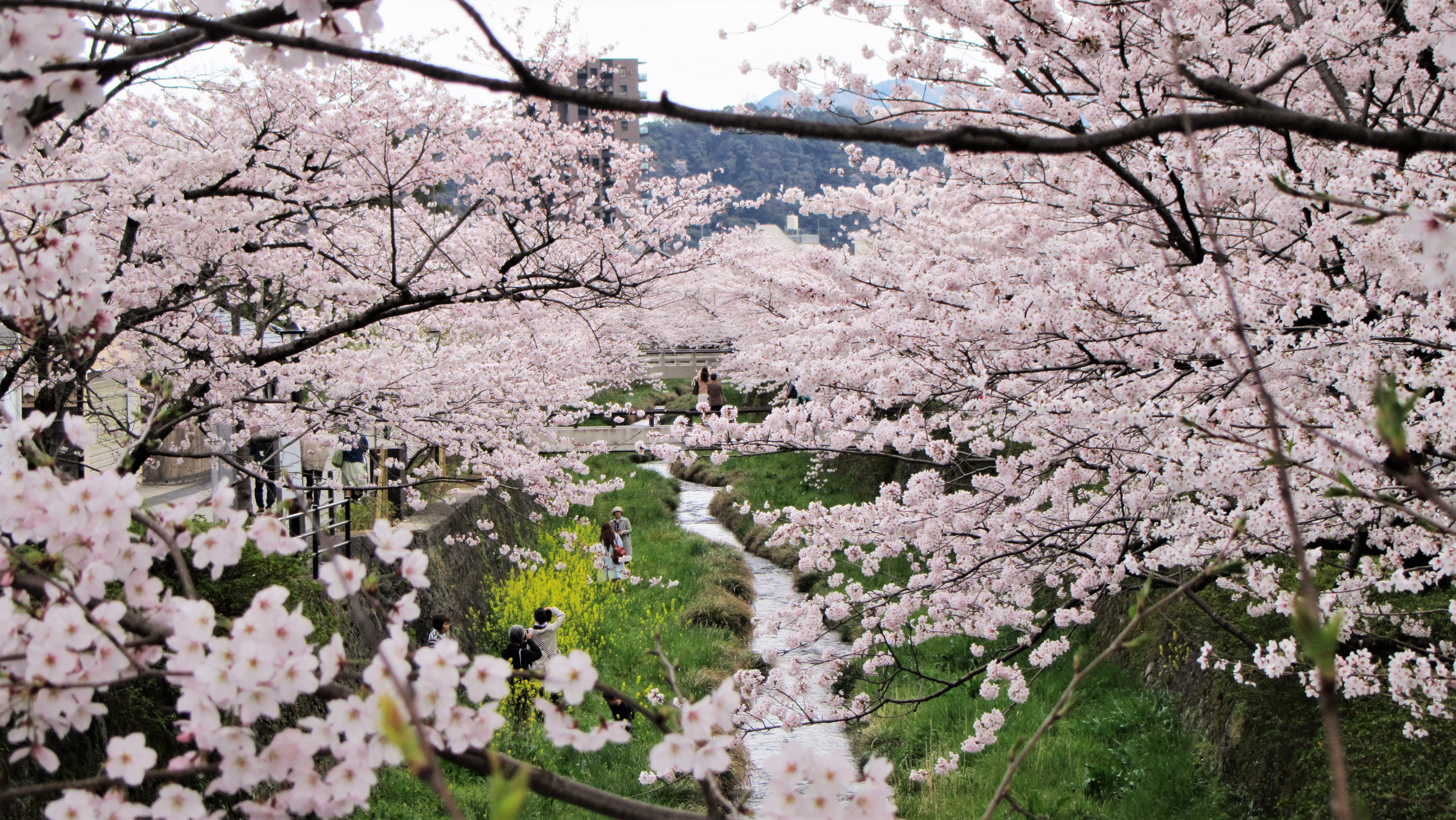
Río Ichinosaka en primavera

  - Baño de pies en Yuda-onsenRío Ichinosaka en primaveraYuda-onsen (湯田温泉): manantial subterráneo alcalino simple, del que brotan aguas transparentes e incoloras, cuya calidad, temperatura y caudal se mantienen constantes. Los documentos más antiguos en los que aparece referido el manantial de Yuda-onsen datan del año 1200, por lo que se puede decir que tiene una historia de más de 800 años. En la zona se encuentran establecidos más de 30 hoteles y ryokan, convirtiendo a este complejo termal en el mayor de la zona sanyō del Japón. En sus calles además se hallan repartidos ashiyu, baños en los que los paseantes pueden sentarse y sumergir las piernas libremente y sin cargo alguno.

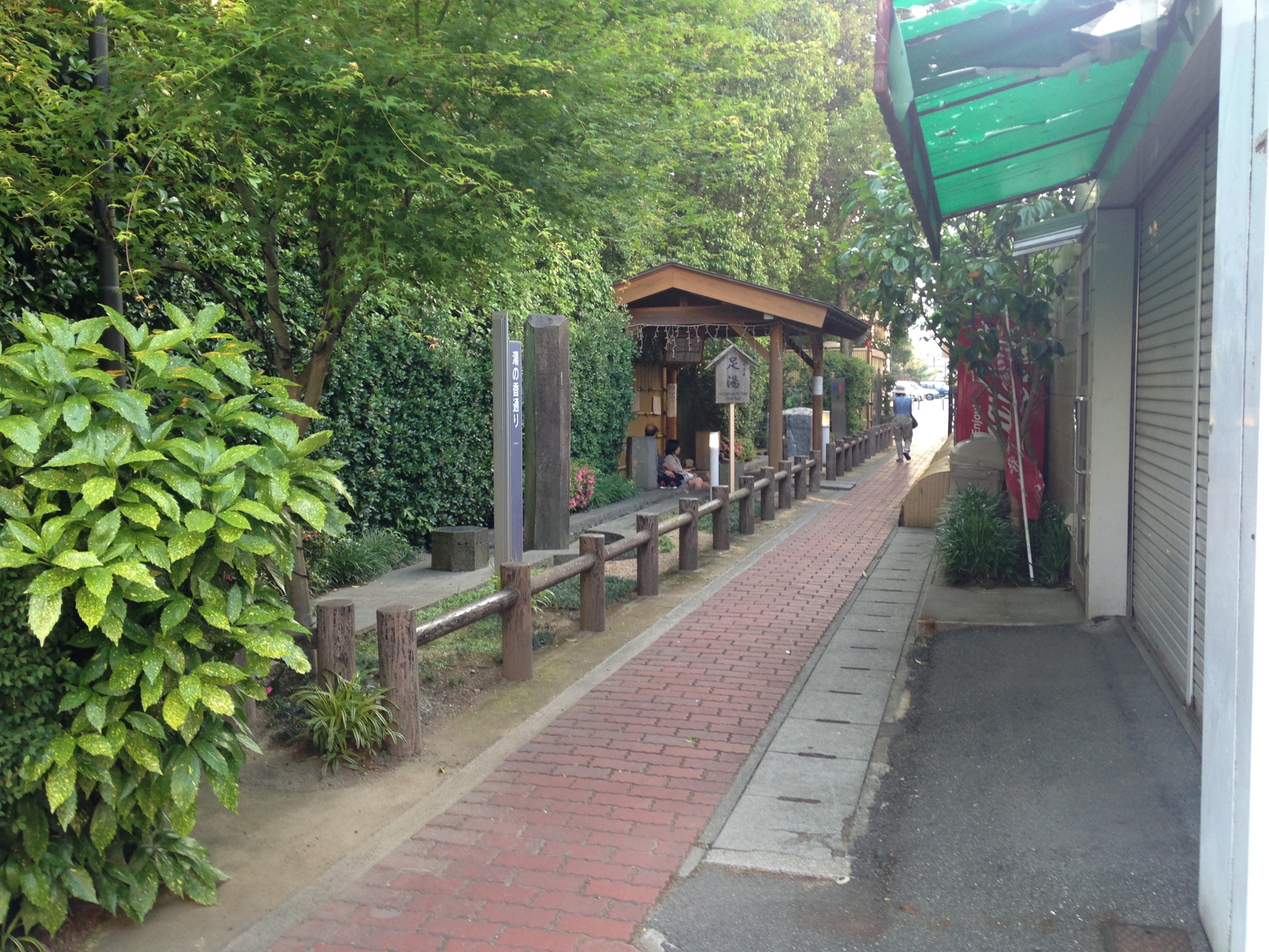
Baño de pies en Yuda-onsen

    - Kitsune no ashiato, establecimiento público en el corazón de Yuda-onsen que comprende una sala de exposiciones y una cafetería con diferentes espacios en los que disfrutar del sake local y otros refrigerios mientras se sumergen las piernas en el agua termal.

  - Aio-onsen (秋穂温泉):balneario en el que destacan los baños exteriores con vistas al mar interior de Seto.

- Naturaleza
  - Cañón Chōmonkyō (長門峡):cañón más representativo de la prefectura, está catalogado como Lugar de Belleza Paisajística del Japón por sus rocas de formas caprichosas, cascadas y barrancos que recuerdan a una pintura tradicional japonesa. La ruta de senderismo que lo recorre permite disfrutar de la naturaleza en sus cuatro estaciones.
  - Chōgen-no-sato (重源の郷): recreación, en mitad de la naturaleza, de una aldea de principios del período Showa en la que se ofrece a los visitantes la posibilidad de participar en diferentes talleres para experimentar la cultura tradicional: elaboración de papel japonés, de fideos soba, teñido con índigo de telas, etc. Cuenta además con una cafetería tradicional, una tienda de regalos y una galería.   
  - Montaña Kōnomine (鴻ノ峰): de pequeña elevación, una ruta de senderismo conduce hasta su cima, donde se encuentran las ruinas del castillo de Kōnomine. Esta fortificación fue construida por Ōuchi Yoshinaga, último daimio del clan Ōuchi, en el período Sengoku, para defenderse de una inminente invasión por parte de las fuerzas de Yoshimi Masayori y Mōri Motonari tras la derrota del clan Ōuchi en la batalla de Miyajima. El ataque, sin embargo, llegó mucho antes de lo esperado, por lo que Ōuchi Yoshinaga se vio obligado a abandonar el castillo antes de su finalización y a huir a Katsuyama, en la antigua provincia de Nagato (actual Shimonoseki), donde se suicidó.
  - Río Ichinosaka (一の坂川): en sendas riberas y a lo largo de 600 metros, 200 cerezos japoneses de la variedad somei-yoshino florecen de finales de marzo a comienzos de abril, siendo admirados por multitud de visitantes tanto durante el día como durante su iluminación nocturna.

## Festividades locales
- Festival de Yuda-onsen o Festival del zorro blanco (湯田温泉祭り / 白狐祭り): primer fin de semana de abril.

Según la tradición, la fuente termal de Yuda-onsen fue descubierta por un monje que observó que un zorro blanco herido acudía cada día a bañarse al estanque del templo. Al observar que el agua estaba templada, mandó excavar un hoyo, del cual comenzó a brotar el manantial. Para agradecer a las deidades por estas famosas aguas se celebra cada año este festival.
El evento más popular es la procesión nocturna del sábado, a la que los visitantes pueden unirse, y en la que multitud de niños ataviados como zorros blancos avanzan con antorchas anunciando la llegada de una pareja que celebra su boda ante los dioses del manantial.
- Semana de las luciérnagas (ホタル鑑賞ウイーク): de finales de mayo a principios de junio.

En pleno corazón de la ciudad de Yamaguchi se enclava el río Ichi-no-saka-gawa, escenario en las últimas noches de la primavera del vuelo nocturno de las luciérnagas genji, especie declarada Tesoro Natural del Japón.

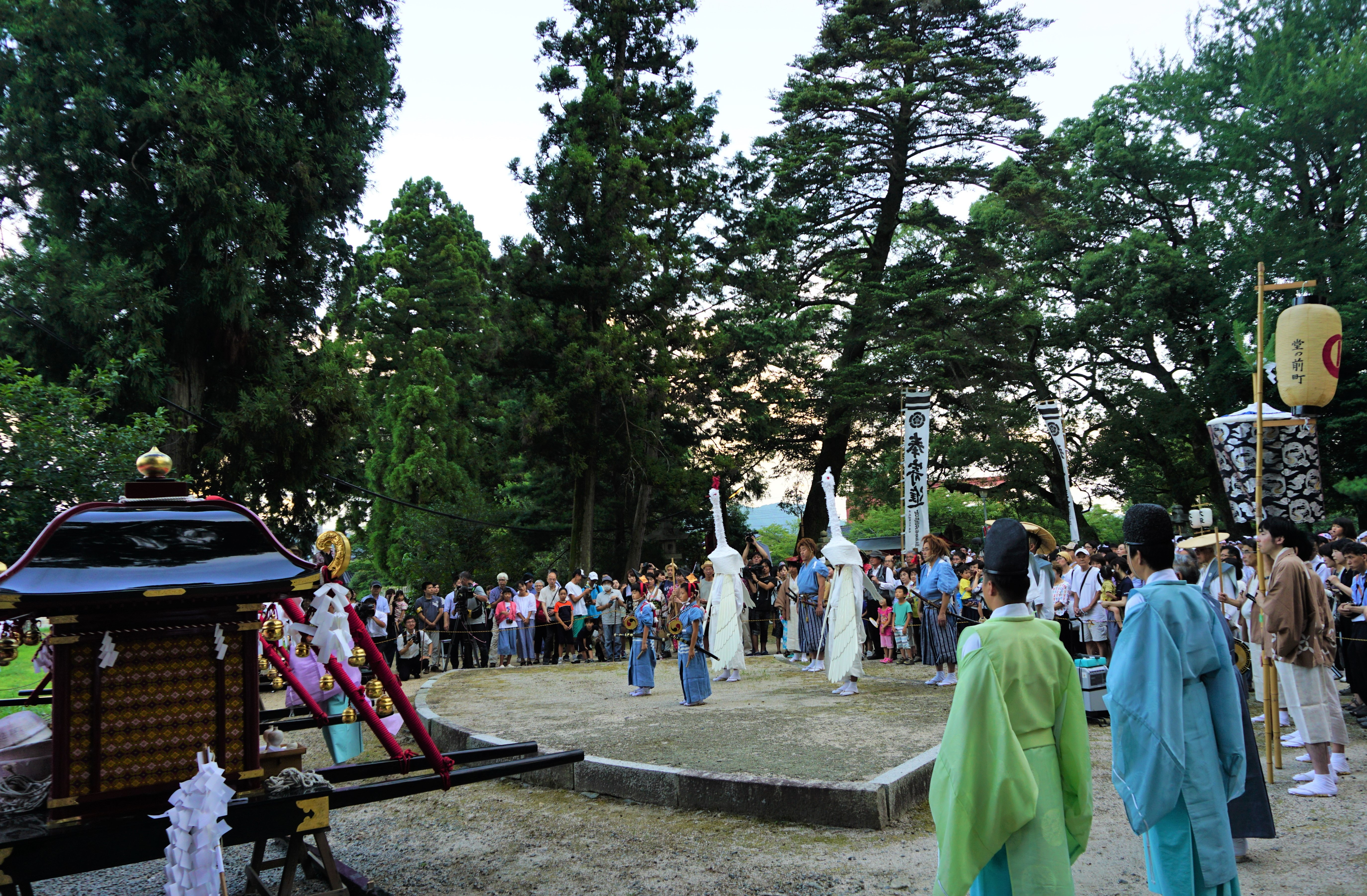
La Danza de la Garza marca el inicio del festival de Gion en Yamaguchi.

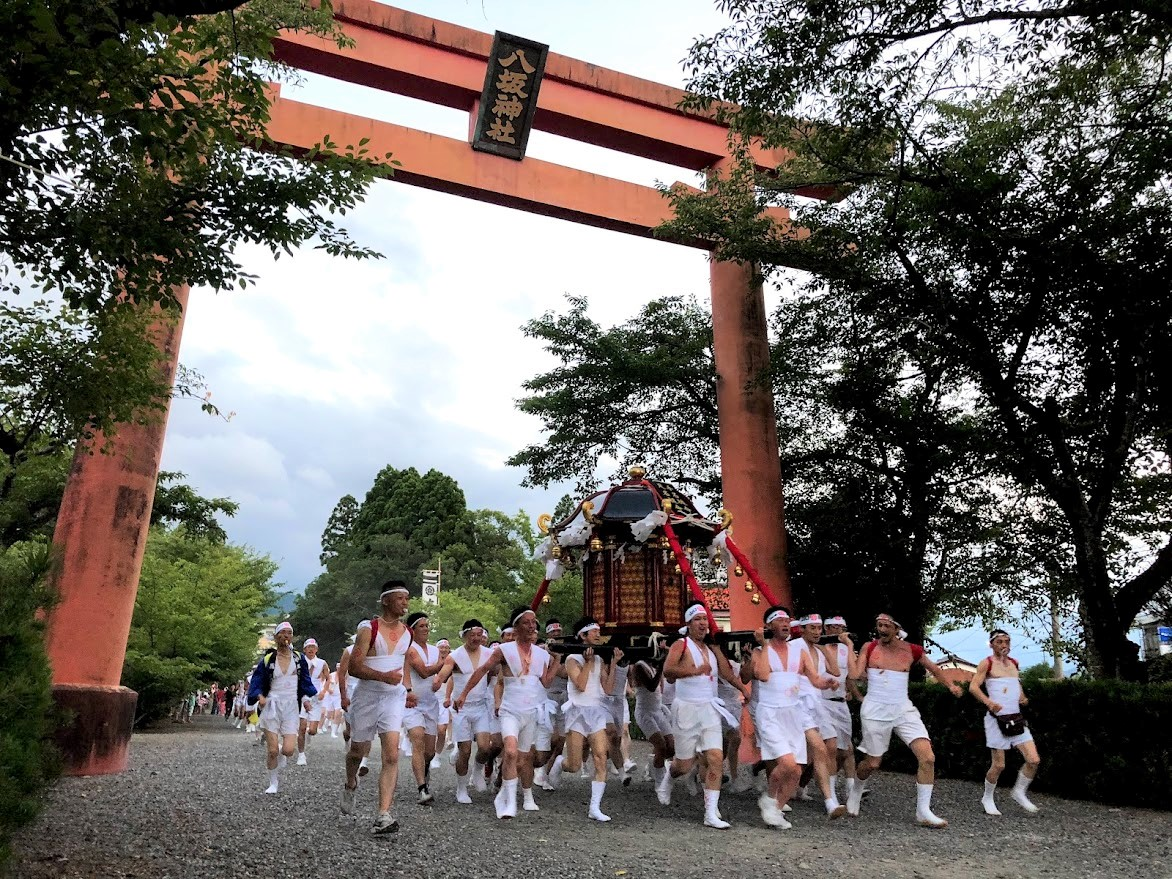
Salida del santuario Yasaka de una de las comitivas masculinas portando un mikoshi, durante el festival de Gion.

- La Danza de la Garza marca el inicio del festival de Gion en Yamaguchi. Salida del santuario Yasaka de una de las comitivas masculinas portando un mikoshi, durante el festival de Gion.Festival de Gion (山口祇園祭): del 20 al 27 de julio.

Gion matsuri, con sus 600 años de historia, es una de las principales citas culturales de Yamaguchi. El clan Ōuchi, que dominó la región entre el siglo XII y el siglo XIV, quiso reproducir la ciudad de Kioto y su vida cultural en Yamaguchi, motivo por el que se comenzó a celebrar también aquí su famoso festival de Gion.
El festival da comienzo con la “danza de la garza” y el traslado en diferentes mikoshi de las deidades del santuario Yasaka a una localización en el epicentro de las celebraciones, acción que se repite el último día. El 24 de julio, al anochecer, más de mil participantes danzan conjuntamente la variedad local del baile bon-odori.
- Festival de verano del río Fushino (ふしの夏まつり): último fin de semana de julio.

Festival de verano con una historia que se remonta a finales del período Meiji. El ritmo de los tambores japoneses y de los bailes populares ameniza la espera de los visitantes hasta el comienzo del espectáculo pirotécnico de 3000 fuegos artificiales
- Festival Tanabata Chōchin (山口七夕ちょうちんまつり): 6 y 7 de agosto.

Festival más representativo de la ciudad de Yamaguchi, que con 500 años de historia se remonta al período de hegemonía del clan Ōuchi, momento de máximo esplendor cultural de la región. Durante ambas noches, decenas de miles de farolillos rojos iluminan el centro de la ciudad. La procesión de los mikoshi y los yamakasa cubiertos de farolillos marcan el clímax del festival.
- Festival de Tenjin (山口天神祭): 23 de noviembre.

Otra de las fechas señaladas en el calendario de festividades locales: a la una de la tarde, una procesión avanza hasta el centro de la ciudad desde el santuario de Furukuma, que alberga a Tenjin, el espíritu sintoísta de la ciencia y el estudio. La comitiva, formada por guerreros ataviados en ropajes inspirados en el período Edo, escolta el carruaje donde se transporta a la deidad.

## Productos gastronómicos locales
- Frutas y verduras
  - Hanakkori: híbrido creado en la prefectura de Yamaguchi entre el brécol y el choy sum (verdura china de hoja verde similar a la espinaca y de la familia de la mostaza de campo, y del que se consumen no sólo sus hojas, sino también su tallo y flores). A menudo se sire en ohitashi (hervida y aliñada con salsa de soja) o como relleno de croquetas.
  - Kurimasaru: variedad de calabaza de sabor de sabor muy dulce que recuerda al de las castañas.
  - Manzana de Tokusa: Tokusa, con un área de cultivo de 15.000 manzanos, es la principal productora de esta fruta del oeste de Japón. Su clima fresco a lo largo de todo el año es idóneo para el cultivo de variadas especies de manzana. Es posible visitar los campos de manzanos, pagando una entrada, recogiendo uno mismo la fruta que se desea consumir.
- Carne, pescado, marisco
  - Langostino tigre japonés kurumaebi: Aio, en Yamaguchi, es región pionera mundial en acuicultura del langostino tigre japonés, de gran valor comercial. En agosto de cada año se celebra además en este distrito la “Competición internacional de captura del langostino”, en la que se liberan 15.000 ejemplares en una zona de playa y 1.500 participantes compiten por capturarlos.
  - Ternera wagyū de Atō y de Ajisu: la carne, de producción controlada, procede de ejemplares cuidadosamente seleccionados criados en establo pero minimizando su estrés en el caso de Ajisu y en plena naturaleza, en caso del distrito de Atō.
- Dulces
  - Uirō: dulce tradicional japonés representativo de Yamaguchi, similar al yōkan, elaborado a partir de warabi (almidón extraído de una variedad de helecho) y azúcar, mezclado con agua y cocido al vapor en un molde. A la mezcla original se le puede añadir judía dulce azuki o té verde matcha. Es un postre refinado, translúcido, de textura suave y similar a la gelatina que se suele servir acompañando el té verde, y que se elabora en la ciudad de Yamaguchi desde al menos comienzos de la época Edo.
- Bebidas alcohólicas
  - Sake Santōka: una de las marcas de sake más conocidas en Yamaguchi es Santōka, que lleva el nombre del famoso poeta de haiku de verso libre Taneda Santōka, nacido en la ciudad, y gran aficionado a esta bebida. Su junmai daginjo (variedad de sake más selecta: sin alcohol destilado añadido, para cuya elaboración, respetando los métodos tradicionales, se pule el arroz hasta dejar el 40% del total del grano) tiene un ligero aroma afrutado que combina tanto con menú japonés como occidental.

## Artesanía local

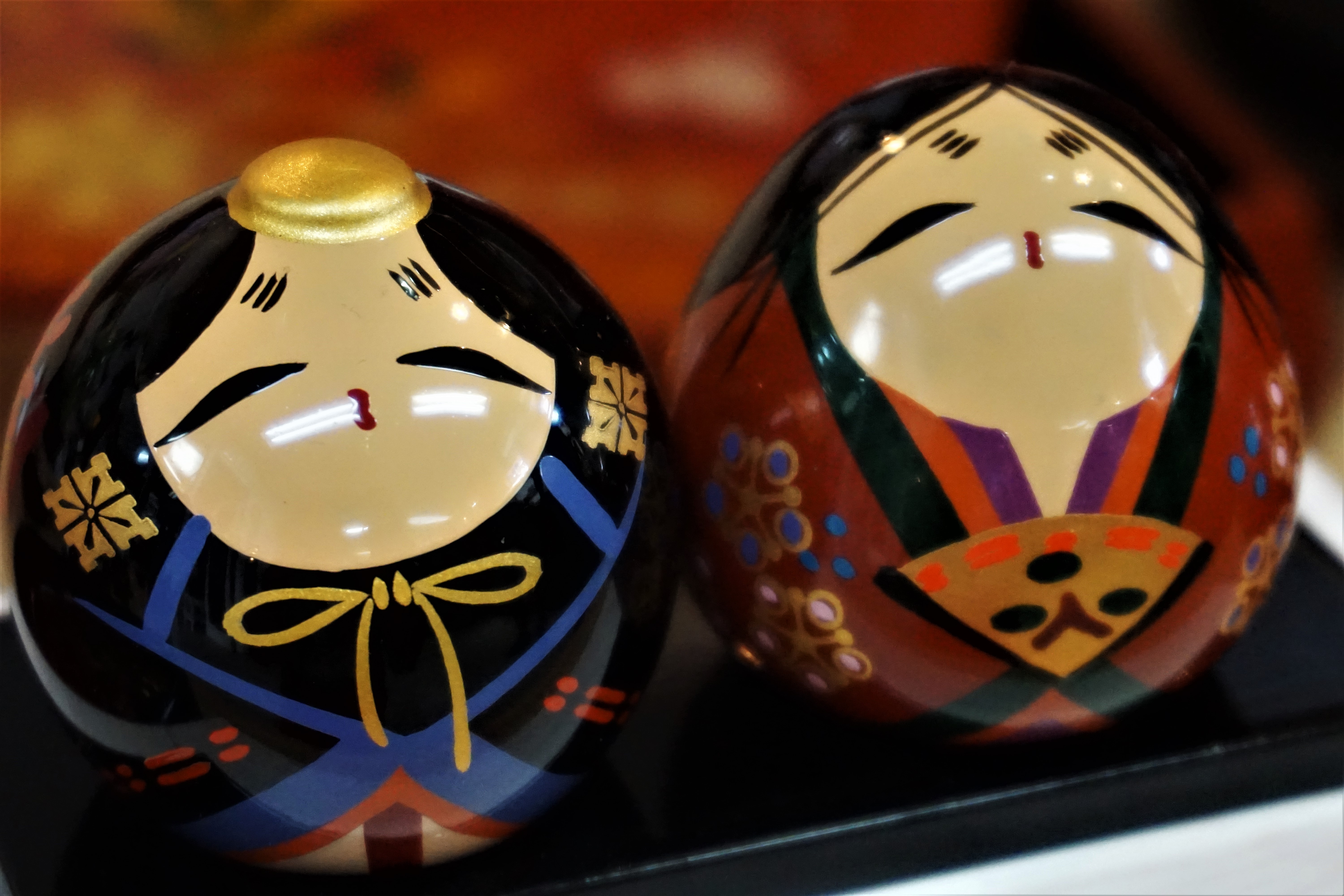
Muñecas Ōuchi ningyo

- Muñecas Ōuchi ningyoMuñecas de madera y laca Ōuchi ningyo

En el siglo XIV, el entonces señor feudal de la región, Ōuchi Hiroyo, hizo llenar su palacio de estas muñecas para que hicieran compañía a su esposa, venida de Kioto y que echaba de menos su hogar. Hoy en día se continúan elaborando en Yamaguchi, manteniendo viva esta tradición, ya que para sus habitantes esta pareja de muñecas, que representa a marido y mujer, simboliza un matrimonio feliz.
Los objetos decorativos pintados y revestidos de laca japonesa urushi según la técnica ouchi se caracterizan por sus motivos de flores y plantas otoñales, aplicados con laca mezclada con diversos pigmentos, y de rombos de pan de oro, todo sobre una base de rojo oscuro de una tonalidad denominada “bermellón ouchi”. En 1989, reciben la designación de Artesanía Tradicional del Japón.

## Personalidades originarias de Yamaguchi
- Aikawa Yoshisuke, fundador y primer presidente del grupo Nissan.
- Fujī Akira, astrofotógrafo y astrónomo.
- Hamamura Hideo, ganador del maratón de Boston en 1955.
- Hinohara Shigeaki, médico reconocido por implantar el sistema de reconocimientos clínicos anuales en Japón.
- Hirose Junko, judoca, medalla de bronce en los Juegos Paralímpicos de Río de Janeiro 2016 (-57kg).
- Inoue Kaoru, político que ostentó diversos cargos ministeriales durante el período Meiji.
- Ishikawa Kasumi, laureada jugadora de tenis de mesa, medallista olímpica por equipos en Londres 2012, Río de Janeiro 2016 y Tokio 2020.
- Kamikawa Daiki, yudoca, medalla de oro en el Campeonato del Mundo de 2010.
- Kishi Nobusuke, 56.º y 57.º primer ministro de Japón.
- Kubo Yūya, futbolista.
- Matsūra Kōichirō, diplomático y director general de la Unesco entre 1999 y 2009.
- Nakahara Chūya, poeta.
- Ōmura Masujirō, líder militar durante el período Bakumatsu.
- Ono Shohei, yudoca, medalla de oro en los Juegos Olímpicos de Río de Janeiro 2016, y oro (-73kg) y plata (equipo mixto) en Tokio 2020.
- Ōtani Shinjirō, deportista de lucha libre japonesa.
- Tanaka Raizō, contraalmirante de la Armada Imperial Japonesa durante la mayor parte de la Segunda Guerra Mundial.
- Tanaka Yōko, futbolista.
- Terauchi Masatake, 18º primer ministro de Japón.
- Yamao Yōzō, miembro de los Chōshū Five, jóvenes pioneros en estudiar en Inglaterra que se convertirían en miembros clave de la sociedad de Meiji.

## Ciudades hermanadas
- Pamplona,  España
- Jinan,  China
- Gongju,  Corea del Sur
- Zouping,  China
- Changwon,  Corea del Sur